# Armorial des cardinaux
L'héraldique cardinalice se caractérise par ses ornements extérieurs. C'est toujours un chapeau de prêtre à bords larges, muni de cordelettes à trente glands de couleur rouge (appelé galero). L'écu représente souvent le blason de la famille du cardinal, si celle-ci en possède un.

## Héraldique des cardinaux
| Hiérarchie | Office                                                                             | Ornements extérieurs |
| ---------- | ---------------------------------------------------------------------------------- | --- |
|            | Cardinal                                                                           | Les cardinaux, aussi connus princes de l'Église, portent du chapeau de gueules accompagné d'une cordelière à quinze houppes de même. Les cardinaux qui n'ont pas reçu la consécration épiscopale ne font pas usage de la croix, sauf quand ils y ont droit comme légats, qui la portent en tant que représentants du Souverain pontife.                                      |
|            | Cardinal-évêque (ou plus généralement cardinaux qui sont évêques)                  | Les cardinaux qui sont évêques ajoutent une croix de procession d'or derrière leur écu. On note que le titre de cardinal-évêque n'est porté que par les cardinaux qui sont évêques d'un des sept diocèses suburbicaires de Rome. |
|            | Cardinal ayant le titre d'archevêque d'une titulature, de primat ou de patriarche. | La croix de procession est à double traverse lorsque le cardinal est archevêque, primat ou patriarche. |
|            | Cardinal, archevêque métropolitain                                                 | Les cardinaux qui sont archevêques métropolitains peuvent orner leurs armes du pallium, qu'ils placent alors en pointe de l'écu ou -plus rarement- le sommant. |
|            | Cardinal camerlingue                                                               | Pendant la vacance du siège pontifical, le cardinal camerlingue orne ses armes du pavillon pontifical et des clefs, posées en sautoir, au-dessus ou derrière l'écu, liées ensemble par un cordon de gueules. Celle en bande est d'or et celle en barre d'argent. |
|            | Cardinal grand-maître de l'ordre équestre du Saint-Sépulcre de Jérusalem           | Le cardinal grand-maître de l'ordre du Saint-Sépulcre de Jérusalem écartèle ses armes avec celles de l'ordre, d'argent à la croix de Jérusalem de gueules. Il le timbre du chapeau héraldique de gueules à 5 rangées de houppes et cordons de même. Le tout posé sur un manteau mouvant de la couronne d'épine surmontée du cimier. L'écu est entouré du collier de l'ordre. |

## Armorial

### Cardinaux n'ayant pas reçu la consécration épiscopale
| Figure | Cardinal                           | Date de naissance | Date de décès    | Lieu de naissance (ou du ministère) | Date de création (par le pape) | Blasonnement, Devise et autres ornements extérieurs                                                                                               |
| ------ | ---------------------------------- | ----------------- | ---------------- | ----------------------------------- | ------------------------------ | --- |
|        | Balthazar (Hans Urs von)           | 12 août 1905      | 26 juin 1988     | Suisse                              | 28 juin 1988 (Jean-Paul II)    | Cette section est vide, insuffisamment détaillée ou incomplète. Votre aide est la bienvenue ! Comment faire ?                                     |
|        | Bartolucci (Domenico)              | 7 mai 1917        | 11 novembre 2013 | Italie                              | 20 novembre 2010 (Benoît XVI)  | « Psallam Deo Meo » |
|        | Becker (Karl)                      | 18 avril 1928     | 10 février 2015  | Allemagne                           | 18 février 2012 (Benoît XVI)   | Cette section est vide, insuffisamment détaillée ou incomplète. Votre aide est la bienvenue ! Comment faire ?                                     |
|        | Medici di Ottaiano (Francesco de') | 28 novembre 1809  | 11 octobre 1857  | États pontificaux                   | 16 juin 1856 (Pie IX)          | D'or à six boules mises en orle, cinq de gueules, celle en chef d'azur chargée de trois fleurs de lys d'or, au chef d'azur au paillon pontifical. |
|        | Newman (John Henry)                | 21 février 1801   | 11 août 1890     | Royaume-Uni                         | 12 mai 1879 (Léon XIII)        | « Ex umbris et imaginibus in veritatem » en français : « Des ombres et des images vers la vérité »                                                |
|        | Riario Sforza (Tommaso)            | 8 janvier 1782    | 14 mars 1857     | États pontificaux                   | 10 mars 1823 (Pie VII)         | Cette section est vide, insuffisamment détaillée ou incomplète. Votre aide est la bienvenue ! Comment faire ?                                     |
|        | Tucci (Roberto)                    | 19 avril 1921     | 14 avril 2015    | Italie                              | 21 février 2001 (Jean-Paul II) | « In fide et charitate » |
|        | Vanhoye (Albert)                   | 24 juillet 1923   | 29 juillet 2021  | France                              | 24 mars 2006 (Benoît XVI)      | « Cordi tuo unitus » |

### Cardinauxarchevêque majeur
| Figure                  | Cardinal            | Date de naissance | Date de décès    | Lieu de naissance (ou du ministère) | Date de création (par le pape) | Blasonnement, Devise et autres ornements extérieurs                                                           |
| ----------------------- | ------------------- | ----------------- | ---------------- | ----------------------------------- | ------------------------------ | --- |
|                         | Alencherry (George) | 19 avril 1945     |                  | Inde                                | 18 février 2012 (Benoît XVI)   | « Au service du dialogue de la vérité et de l’amour »                                                         |
|                         | Cleemis (Baselios)  | 15 juin 1959      |                  | Inde                                | 24 novembre 2012 (Benoît XVI)  | « To Unite in Love » en français : « Unir dans l'Amour »                                                      |
|                         | Husar (Lubomyr)     | 26 février 1933   | 31 mai 2017      | Ukraine                             | 21 février 2001 (Jean-Paul II) | Cette section est vide, insuffisamment détaillée ou incomplète. Votre aide est la bienvenue ! Comment faire ? |
| Pas d'armoiries connues | Mureșan (Lucian)    | 23 mai 1931       |                  | Roumanie                            | 18 février 2012 (Benoît XVI)   | Archevêque majeur de Făgăraș-Alba Iulia                                                                       |
|                         | Slipyj (Josyf)      | 12 février 1892   | 7 septembre 1984 | Ukraine                             | 22 février 1965 (Paul VI)      | Cette section est vide, insuffisamment détaillée ou incomplète. Votre aide est la bienvenue ! Comment faire ? |

### Cardinaux décédés
| Figure | Cardinal                                     | Date de naissance | Date de décès     | | Date de création (par le pape)                         | Blasonnement et Autres ornements extérieurs | Devise                                                                                             |
| ------ | -------------------------------------------- | ----------------- | ----------------- | --------------------------------------------------------------------------------------------------- | ------------------------------------------------------ | --- | -------------------------------------------------------------------------------------------------- |
|        | Acciaioli (Angelo)                           | 15 avril 1340     | 31 mai 1408       | Italie                                                                                              | 17 décembre 1384 (Urbain VI)                           | Cette section est vide, insuffisamment détaillée ou incomplète. Votre aide est la bienvenue ! Comment faire ? | |
|        | Acton (Charles Januarius)                    | 6 mars 1803       | 23 juin 1847      | Royaume des Deux-Siciles                                                                            | 12 février 1839 (Grégoire XVI)                         | Cette section est vide, insuffisamment détaillée ou incomplète. Votre aide est la bienvenue ! Comment faire ? | |
|        | Almeida (Tomás de)                           | 5 octobre 1670    | 27 février 1754   | Royaume de Portugal                                                                                 | 20 décembre 1737 (Clément XII)                         | Tomás Ier, premier Patriarche de Lisbonne (en 1716) | |
|        | Agré (Bernard)                               | 2 mars 1926       | 9 juin 2014       | Côte d'Ivoire                                                                                       | 21 février 2001 (Jean-Paul II)                         | Cette section est vide, insuffisamment détaillée ou incomplète. Votre aide est la bienvenue ! Comment faire ? | « Etre Tout A Tous »                                                                               |
|        | Agustoni (Gilberto)                          | 26 juillet 1922   | 13 janvier 2017   | Suisse                                                                                              | 26 novembre 1994 (Jean-Paul II)                        | Cette section est vide, insuffisamment détaillée ou incomplète. Votre aide est la bienvenue ! Comment faire ? | « Christus spes gloriae »                                                                          |
|        | Aloisi Masella (Benedetto)                   | 29 juin 1879      | 30 décembre 1970  | Italie                                                                                              | 18 février 1946 (Pie XII)                              | Cette section est vide, insuffisamment détaillée ou incomplète. Votre aide est la bienvenue ! Comment faire ? | |
|        | Amboise (Georges d')                         | 1460              | 25 mai 1510       | Royaume de France                                                                                   | 17 septembre 1498 (Alexandre VI)                       | Palé d'or et de gueules (d'Amboise). | « Non confundas me, Domine, ab expectatione mea »                                                  |
|        | Antonetti (Lorenzo)                          | 31 juillet 1922   | 10 avril 2013     | Italie                                                                                              | 21 février 1998 (Jean-Paul II)                         | Cette section est vide, insuffisamment détaillée ou incomplète. Votre aide est la bienvenue ! Comment faire ? | « Caritas et patientia Christi »                                                                   |
|        | Araújo Sales (Eugênio de)                    | 8 novembre 1920   | 9 juillet 2012    | Brésil                                                                                              | 28 avril 1969 (Paul VI)                                | Cette section est vide, insuffisamment détaillée ou incomplète. Votre aide est la bienvenue ! Comment faire ? | « Impedam et superimpedar »                                                                        |
|        | Autriche (Ferdinand d')                      | 16 mai 1609       | 9 novembre 1641   | Espagne                                                                                             | 29 juillet 1919 (Paul V)                               | Infant d'Espagne, dit le Cardinal-Infant | |
|        | Baldelli (Fortunato)                         | 6 août 1935       | 20 septembre 2012 | Italie                                                                                              | 20 novembre 2010 (Benoît XVI)                          | Cette section est vide, insuffisamment détaillée ou incomplète. Votre aide est la bienvenue ! Comment faire ? | |
|        | Bar (Louis Ier)                              |                   | 1430              | Royaume de France                                                                                   | 21 décembre 1397 (Benoît XIII (antipape))              | D'azur semé de croisettes d'or, à deux bars d'or brochant sur le tout. | |
|        | Barberini « iuniore » (Antonio)              | 5 août 1607       | 3 août 1671       | États pontificaux                                                                                   | 30 août 1627 in pectore 7 février 1628 (Urbain VIII)   | D'azur à trois abeilles d'or. Archevêque-duc de Reims et pair de France, grand aumônier de France, commandeur du Saint-Esprit | |
|        | Belloy (Jean-Baptiste de)                    | 9 octobre 1709    | 10 juin 1808      | Empire français                                                                                     | 17 janvier 1803 (Pie VII)                              | De gueules à quatre losanges d'argent (3 et 1) ; au franc-canton brochant des Comtes Archevêques., Comte archevêque de Paris | |
|        | Bengsch (Alfred)                             | 10 septembre 1921 | 13 décembre 1979  | Allemagne de l'Est                                                                                  | 26 juin 1967 (Paul VI)                                 | Cette section est vide, insuffisamment détaillée ou incomplète. Votre aide est la bienvenue ! Comment faire ? | |
|        | Bernardin (Joseph)                           | 2 avril 1928      | 14 novembre 1996  | États-Unis                                                                                          | 2 février 1983 (Jean-Paul II)                          | Parti : 1, d'or, au phénix de gueules, chargé en cœur du monogramme de Jésus d'argent, et d'une fleur de lys du même sur chaque aile (Diocèse de Chicago); 2, contre-écartelé : a et d, d'or, à l'ours de sable, celui en a contourné; b, de gueules, à la tour d'argent; c, de gueules, à la croix niélée d'argent, accompagnée de trois fleurs de lys du même. | « As Those Who Serve »                                                                             |
|        | Bertram (Adolf)                              | 14 mars 1859      | 6 juillet 1945    | République de Weimar Reich allemand                                                                 | 4 décembre 1916 in pectore 5 décembre 1919 (Benoît XV) | Cette section est vide, insuffisamment détaillée ou incomplète. Votre aide est la bienvenue ! Comment faire ? | |
|        | Bettinger (Francis von)                      | 17 septembre 1850 | 12 avril 1917     | République de Weimar                                                                                | 25 mai 1914 (Pie X)                                    | Cette section est vide, insuffisamment détaillée ou incomplète. Votre aide est la bienvenue ! Comment faire ? | |
|        | Birague (René de)                            | 2 février 1506    | 24 novembre 1583  | Duché de Milan Royaume de France                                                                    | 21 février 1578 (Grégoire XIII)                        | D'argent, à trois fasces bretessées de gueules, ch. chacune de cinq trèfles d'or., Chancelier de France, commandeur du Saint-Esprit | « Jubet agnus aris ».                                                                              |
|        | Bonaparte (Lucien-Louis)                     | 15 novembre 1828  | 19 novembre 1895  | Empire français                                                                                     | 13 mars 1868 (Pie IX)                                  | Ecu éliptique, d'’azur à l’aigle impériale d’or à la couronne impériale, empiétant un foudre du même. | |
|        | Bonzi (Pierre de)                            | 15 avril 1631     | 11 juillet 1703   | Toscane Royaume de France                                                                           | 22 février 1672 (Clément X)                            | Écartelé aux 1 et 4 d'or au chef d'azur chargé d'une quintefeuille du premier (qui est de Riario) aux 2 et 3 d'argent au guivre ondoyant en pal d'azur engloutissant un enfant de carnation (qui est de Milan) Sur le tout d'azur à une roue d'or à huit rayons sans jante (qui est de Bonzi). Commandeur du Saint-Esprit | |
|        | Bourbon (Charles Ier de)                     | 22 septembre 1523 | 9 mai 1590        | Drapeau du royaume de France                                                                        | 9 janvier 1548 (Paul III                               | D'azur, à trois fleurs de lys d'or, au bâton péri en bande de gueules, Prince du sang, Évêque-comte de Beauvais et pair de France, commandeur du Saint-Esprit | « Auctor ego audendi »                                                                             |
|        | Bourbon (Charles II de)                      | 1433              | 13 septembre 1488 | Drapeau du bourbonnais                                                                              | 1476 (Sixte IV)                                        | D'azur aux trois fleurs de lys d'or et à la bande de gueules. | |
|        | Bourbon (Louis Antoine de)                   | 25 juillet 1727   | 7 août 1785       | Royaume d'Espagne                                                                                   | 19 décembre 1735 (Clément XII)                         | Ordre de la toison d'or | |
|        | Bourbon (Louis Marie de)                     | 22 mai 1777       | 19 mars 1823      | Royaume d'Espagne                                                                                   | 11 août 1800 (Pie VII)                                 | Ordre de la toison d'or | |
|        | Bragosse (Guillaume)                         |                   | 1369              | Drapeau du royaume de France                                                                        | 17 septembre 1361 (Innocent VI)                        | Cette section est vide, insuffisamment détaillée ou incomplète. Votre aide est la bienvenue ! Comment faire ? | |
|        | Briçonnet (Guillaume)                        | 1445              | 14 décembre 1514  | Drapeau du royaume de France                                                                        | 16 janvier 1495 (Alexandre VI)                         | D'azur, à la bande componnée d'or et de gueules de cinq pièces, le premier compon de gueules ch d'une étoile d'or, ladite bande acc. d'une étoile d'or, posée au canton senestre du chef. Archevêque-duc de Reims et pair de France | |
|        | Canillac (Raymond de)                        | V. 1300           | 1373              | Drapeau du royaume de France                                                                        | 17 décembre 1350 (Clément VI)                          | Cette section est vide, insuffisamment détaillée ou incomplète. Votre aide est la bienvenue ! Comment faire ? | |
|        | Caprara (Giovanni Battista)                  | 29 mai 1733       | 21 juin 1810      | Drapeau du Royaume d'Italie                                                                         | 22 décembre 1765 (Pie VI)                              | Écartelé : au I, franc-quartier ou un canton de sinople, à une croix pattée d'or.des comtes archevêques ; au II, de gueules à un évangile d'argent ; au III, de gueules au vol ouvert d'agent ; au IV, fascé de gueules et d'argent. Comte archevêque de Milan, chevalier de la Légion d'honneur et chevalier de l'ordre de la Couronne de Fer. | |
|        | Capranica (Domenico)                         | 31 mai 1400       | 14 août 1458      | Modèle:Country data États pontificaux (754-1803)                                                    | 23 juillet 1423 (Martin V)                             | Cette section est vide, insuffisamment détaillée ou incomplète. Votre aide est la bienvenue ! Comment faire ? | |
|        | Carles Gordó (Ricardo María)                 | 24 septembre 1926 | 17 décembre 2013  | Drapeau de l'Espagne                                                                                | 26 novembre 1994 (Jean-Paul II)                        | Cette section est vide, insuffisamment détaillée ou incomplète. Votre aide est la bienvenue ! Comment faire ? | « Ut omnes unum sint » en français : « Pour que tous ne soient qu'un »                             |
|        | Carretto (Carlo Domenico del)                | 1454              | 15 août 1514      | Drapeau de la République de Gênes                                                                   | 1er décembre 1505 (Jules II)                           | Archevêque-duc de Reims et pair de France | |
|        | Caselli (Carlo Francesco Maria)              | 20 octobre 1740   | 19 avril 1828     | Drapeau de l'Empire français                                                                        | 23 février 1801 (Pie VII)                              | Parti : au premier d'azur à un M gothique d'or entrelacé d'un S du même et surmonté de sept lys d'argent ; au deuxième coupé, au premier d'azur à la maison d'or, ouverte et ajourée de sable ; au second d'argent au rateau de gueules : franc-quartier des comtes sénateurs. comtes sénateurs | |
|        | Caverot (Louis-Marie)                        | 26 mars 1806      | 23 janvier 1887   | Drapeau de la France                                                                                | 12 mars 1877 (Pie IX)                                  | Cette section est vide, insuffisamment détaillée ou incomplète. Votre aide est la bienvenue ! Comment faire ? | « Dilectione et pace »                                                                             |
|        | Cé (Marco)                                   | 7 juillet 1925    | 12 mai 2014       | Drapeau de l'Italie                                                                                 | 30 juin 1979 (Jean-Paul II)                            | Cette section est vide, insuffisamment détaillée ou incomplète. Votre aide est la bienvenue ! Comment faire ? | « Christus Ipse Pax »                                                                              |
|        | Champagne (Guillaume de)                     | 1135              | 1202              | Drapeau de la Champagne                                                                             | 1179 (Alexandre III)                                   | D'azur à la bande d'argent côtoyée de deux doubles cotices potencées et contre-potencées d'or,. | |
|        | Cheli (Giovanni)                             | 4 octobre 1918    | 8 février 2013    | Drapeau de l'Italie                                                                                 | 21 février 1998 (Jean-Paul II)                         | | « Unitas in charitate »                                                                            |
|        | Clancy (Edward Bede)                         | 13 décembre 1923  | 3 août 2014       | Drapeau de l'Australie                                                                              | 28 juin 1988 (Jean-Paul II)                            | Cette section est vide, insuffisamment détaillée ou incomplète. Votre aide est la bienvenue ! Comment faire ? | « Fides mundum vincit »                                                                            |
|        | Coislin (Pierre du Cambout)                  | novembre 1636     | 5 février 1706    | Drapeau du royaume de France : entièrement blanc                                                    | 22 juillet 1697 (Innocent XII)                         | De gueules, à trois fasces échiqueté d'argent et d'azur de deux tires. Grand aumônier de France, commandeur du Saint-Esprit | |
|        | Connell (Desmond)                            | 24 mars 1926      | 21 février 2017   | Drapeau de l'Irlande                                                                                | 21 février 2001 (Jean-Paul II)                         | | |
|        | Coppa (Giovanni)                             | 9 novembre 1925   | 16 mai 2016       | Drapeau de l'Italie                                                                                 | 24 novembre 2007 (Benoît XVI)                          | Cette section est vide, insuffisamment détaillée ou incomplète. Votre aide est la bienvenue ! Comment faire ? | |
|        | Cottier (Georges)                            | 25 avril 1922     | 31 mars 2016      | Drapeau de la Suisse                                                                                | 21 octobre 2003 (Jean-Paul II)                         | Cette section est vide, insuffisamment détaillée ou incomplète. Votre aide est la bienvenue ! Comment faire ? | « Veritas et misericordia »                                                                        |
|        | Croÿ-Solre (Gustave Maximilien Juste de)     | 12 septembre 1773 | 1er janvier 1844  | Drapeau du royaume de France : entièrement blanc                                                    | 21 mars 1825 (Léon XII)                                | Écartelé : au I, contre-écartelé, de Croÿ et de de Lalaing ; au II, contre-écartelé de France et de d'Albret, sur le tout de Bretagne ; au III, contre-écartelé de Craon et de Flandre ; au 4, contre-écartelé de Croÿ et de Renty. Sur le tout de Hongrie ancien Pair et grand aumônier de France, commandeur du Saint Esprit | |
|        | Daniélou (Jean)                              | 14 mai 1905       | 20 mai 1974       | Drapeau de la France                                                                                | 19 avril 1969 (Paul VI)                                | Cette section est vide, insuffisamment détaillée ou incomplète. Votre aide est la bienvenue ! Comment faire ? | |
|        | Dante (Enrico)                               | 5 juillet 1984    | 24 avril 1967     | Drapeau de l'Italie                                                                                 | 22 février 1965 (Paul VI)                              | Cette section est vide, insuffisamment détaillée ou incomplète. Votre aide est la bienvenue ! Comment faire ? | |
|        | Daoud (Ignace Moussa Ier)                    | 18 septembre 1930 | 7 avril 2012      | Drapeau de la Syrie                                                                                 | 21 février 2001 (Jean-Paul II)                         | Cette section est vide, insuffisamment détaillée ou incomplète. Votre aide est la bienvenue ! Comment faire ? | |
|        | Decourtray (Albert)                          | 9 avril 1923      | 16 septembre 1994 | Drapeau de la France                                                                                | 25 mai 1985 (Jean-Paul II)                             | Cette section est vide, insuffisamment détaillée ou incomplète. Votre aide est la bienvenue ! Comment faire ? | « In simplicitate » en français : « Dans la simplicité »                                           |
|        | Dieu-Raymond de Boisgelin de Cucé (Jean de)  | 27 février 1732   | 22 août 1804      | Drapeau de l'Empire français                                                                        | 17 janvier 1803 (Pie VII)                              | Ecartelé : aux I et IV de gueules à une molette d'éperon d'argent à 5 rais ; aux II et III d'azur plein. | |
|        | Döpfner (Julius)                             | 26 août 1913      | 24 juillet 1976   | Drapeau de l'Allemagne                                                                              | 15 décembre 1958 (Jean XXIII)                          | Cette section est vide, insuffisamment détaillée ou incomplète. Votre aide est la bienvenue ! Comment faire ? | « Prædicamus crucifixum »                                                                          |
|        | Du Perron (Jacques)                          | 25 novembre 1556  | 5 septembre 1618  | Drapeau du royaume de France                                                                        | 9 juin 1604 (Clément VIII)                             | D'azur, au chevron d'or, acc. de trois harpes du même., Grand aumônier de France, commandeur du Saint-Esprit | « Omnibus viscera pando »                                                                          |
|        | Egan (Edward Michael)                        | 2 avril 1932      | 5 mars 2015       | Drapeau des États-Unis                                                                              | 21 février 2001 (Jean-Paul II)                         | Cette section est vide, insuffisamment détaillée ou incomplète. Votre aide est la bienvenue ! Comment faire ? | « In The Holiness Of Truth » en français : « Dans la sainteté de la Vérité »                       |
|        | Facchinetti (Cesare)                         | 17 septembre 1608 | 13 janvier 1683   | Modèle:Country data États pontificaux (754-1803)                                                    | 13 juillet 1643 (Urbain VIII)                          | Cette section est vide, insuffisamment détaillée ou incomplète. Votre aide est la bienvenue ! Comment faire ? | |
|        | Farnèse (Alexandre)                          | 27 septembre 1520 | 28 février 1589   | Modèle:Country data États pontificaux (754-1803)                                                    | 18 décembre 1534 (Paul III)                            | D'or à six fleurs de lys d'azur posés 3, 2 et 1 | |
|        | Fesch (Joseph)                               | 3 janvier 1763    | 13 mai 1839       | Drapeau de l'Empire français                                                                        | 17 janvier 1803 (Pie VII)                              | D'azur à l'aigle d'or empiétant un foudre du même, le foudre chargé d'un médaillon ovale d'argent, surchargé d'une F de sable. Grand aigle de la Légion d'honneur | |
|        | Foix (Pierre Ier, dit l'Ancien)              | 1386              | 13 décembre 1464  | Blason du Béarn                                                                                     | 1409 (Benoît XIII (antipape))                          | Écartelé de Foix et de Béarn. | |
|        | Foix (Pierre II, dit le Jeune)               | 7 février 1449    | 10 août 1490      | Blason du Béarn                                                                                     | 18 décembre 1476 (Sixte IV)                            | Parti : au I, écartelé : 1, de Navarre ; 2, d'Aragon ; 3, de Béarn ; d'Évreux ; sur le tout d'or de Bigorre ; au II, écartelé en sautoir : 1 et 4, de Foix ; 2, de Castille ; de Léon. | |
|        | Forbin-Janson (Toussaint de)                 | 1er octobre 1631  | 24 mars 1713      | Drapeau du royaume de France : entièrement blanc                                                    | 13 février 1690 (Alexandre VIII)                       | D'or, au chevron d'azur, acc. de trois têtes de léopard de sable (d'azur selon le père Anselme), lampassées de gueules, deux en chef et une en pointe., Évêque-comte de Beauvais et pair de France, grand aumônier de France, commandeur du Saint-Esprit | |
|        | Foulon (Joseph-Alfred)                       | 29 avril 1823     | 23 janvier 1893   | Drapeau de la France                                                                                | 25 mai 1889 (Léon XIII)                                | Cette section est vide, insuffisamment détaillée ou incomplète. Votre aide est la bienvenue ! Comment faire ? | « In Multa Patentia »                                                                              |
|        | Frings (Joseph)                              | 6 février 1887    | 17 décembre 1978  | Drapeau de l'Allemagne                                                                              | 18 février 1946 (Pie XII)                              | Cette section est vide, insuffisamment détaillée ou incomplète. Votre aide est la bienvenue ! Comment faire ? | « Pro Hominibus Constitutus »                                                                      |
|        | Fürstenberg (Guillaume-Egon de)              | 2 décembre 1629   | 10 avril 1704     | Drapeau du Saint-Empire                                                                             | 2 septembre 1686 (Innocent XI)                         | D'or, à la bordure nébulée d'argent sur azur, le champ ch. d'une aigle de gueules, becquée et membrée d'azur (de Fürstenberg), ch. sur l'estomac d'un écusson écartelé de Werdenberg (de) et de Heiligenberg (de). Prince-évêque de Strasbourg, commandeur du Saint-Esprit | |
|        | Gasparri (Pietro)                            | 5 mai 1852        | 18 novembre 1934  | Drapeau de l'Italie                                                                                 | 16 décembre 1907 (Pie X)                               | Cette section est vide, insuffisamment détaillée ou incomplète. Votre aide est la bienvenue ! Comment faire ? | |
|        | Glemp (Józef)                                | 18 décembre 1929  | 23 janvier 2013   | Drapeau de la Pologne                                                                               | 2 février 1983 (Jean-Paul II)                          | Cette section est vide, insuffisamment détaillée ou incomplète. Votre aide est la bienvenue ! Comment faire ? | « Caritate in iustitia »                                                                           |
|        | Gondi (Henri de)                             | 1572              | 13 août 1622      | Drapeau du royaume de France                                                                        | 26 mars 1618 (Paul V)                                  | D'or, à deux masses d'armes de sable, passées en sautoir et liées de gueules. | |
|        | Gondi (Jean-François Paul)                   | 20 septembre 1613 | 24 août 1679      | Drapeau du royaume de France                                                                        | 19 février 1652 (Innocent X                            | D'or, à deux masses d'armes de sable, passées en sautoir et liées de gueules. | |
|        | Gondi (Pierre de)                            | 1532              | 17 février 1616   | Drapeau du royaume de France                                                                        | 18 décembre 1587 (Sixte V)                             | D'or, à deux masses d'armes de sable, passées en sautoir et liées de gueules. Évêque-duc de Langres et pair de France, commandeur du Saint-Esprit | |
|        | Grente (Georges)                             | 5 mai 1872        | 4 mai 1959        | Drapeau de la France                                                                                | 12 janvier 1953 (Pie XII)                              | Cette section est vide, insuffisamment détaillée ou incomplète. Votre aide est la bienvenue ! Comment faire ? | « Dux utinam exemplar » en français : « Leur chef, Dieu le veuille, leur exemple »                 |
|        | Grimaldi-Cavalleroni (Girolamo)              | 4 août 1595       | 4 novembre 1645   | Drapeau de la République de Gênes                                                                   | 13 juillet 1643 (Urbain VIII)                          | Fuselé d'argent et de gueules (qui est de Grimaldi), au chef de gueules chargé d'une aigle couronnée d'or ; sur le fuselé : un écusson d'azur chargé d'un Saint-Paul d'or tenant de sa main dextre une épée fichée en terre et de sa main senestre, repliée sur sa poitrine, un livre fermé. | |
|        | Honoré (Jean)                                | 13 août 1920      | 28 février 2013   | Drapeau de la France                                                                                | 21 février 2001 (Jean-Paul II)                         | Cette section est vide, insuffisamment détaillée ou incomplète. Votre aide est la bienvenue ! Comment faire ? | « Cor ad cor loquitur » en français : « Le cœur parle au cœur »                                    |
|        | Howard (Edward)                              | 13 février 1829   | 16 septembre 1892 | Drapeau du Royaume-Uni                                                                              | 12 mars 1877 (Pie IX)                                  | Cette section est vide, insuffisamment détaillée ou incomplète. Votre aide est la bienvenue ! Comment faire ? | |
|        | Jorz (Thomas)                                |                   | 1310              | Drapeau de l'Angleterre                                                                             | 15 décembre 1310 (Clément V)                           | De gueules à six fleurs de lys d'or (posées 3, 2 et 1), au chef d'argent à la croix du champ. | |
|        | Joyeuse (François de)                        | 1562              | 1615              | Drapeau du royaume de France                                                                        | 1584 (Grégoire XIII)                                   | Écartelé en 1 et 4 palé d'or et d'azur de six pièces, au chef de gueules chargé de trois hydres à sept têtes aussi d'or et en 2 et 3 d'azur au lion d'argent à la bordure de gueules chargée de fleurs de lys d'or. | |
|        | La Luzerne (César-Guillaume de)              | 7 juillet 1738    | 21 juin 1821      | Drapeau du royaume de France : entièrement blanc · Drapeau du royaume de France : entièrement blanc | 28 juillet 1817 (Pie VII)                              | D'azur à la croix ancrée d'or chargée de cinq coquilles de gueules., Évêque-duc de Langres et pair de France, commandeur du Saint-Esprit | |
|        | La Roche-Aymon (Charles Antoine de)          | 17 février 1697   | 27 octobre 1777   | Drapeau du royaume de France : entièrement blanc                                                    | 16 décembre 1771 (Clément XIV)                         | De sable, semé d'étoiles d'or ; au lion de même, brochant. Archevêque-duc de Reims et pair de France Grand aumônier de France Commandeur du Saint-Esprit | |
|        | La Rochefoucauld-Randan (François de)        | 8 décembre 1558   | 14 février 1645   | Drapeau du royaume de France                                                                        | 10 décembre 1607 (Paul V)                              | Burelé d'argent et d'azur à trois chevrons de gueules, le premier écimé,. Grand aumônier de France Commandeur du Saint-Esprit | |
|        | La Rochefoucauld (Frédéric Jérôme de)        | 16 juillet 1701   | 29 avril 1757     | Drapeau du royaume de France : entièrement blanc                                                    | 10 avril 1747 (Benoît XIV)                             | Écartelé de Roye et de Roucy sur le tout de La Rochefoucauld., Grand aumônier de France Commandeur du Saint-Esprit | |
|        | La Rochefoucauld (Dominique de)              | 26 septembre 1712 | 23 septembre 1800 | Drapeau du royaume de France : entièrement blanc                                                    | 1er juin 1778 (Pie VI)                                 | Burelé d'argent et d'azur, à trois chevrons de gueules brochant sur le burelé, le premier chevron écimé., Commandeur du Saint-Esprit | |
|        | La Tour d'Auvergne (Emmanuel-Théodose de)    | 26 août 1643      | 2 mars 1715       | Drapeau du royaume de France : entièrement blanc                                                    | 5 août 1669 (Clément IX)                               | Écartelé : au 1, de La Tour d'Auvergne ; au 2, de Boulogne, au 3, de Turenne ; au 4, de Bouillon ; sur le tout d'Auvergne. Grand aumônier de France, commandeur du Saint-Esprit | |
|        | Latier de Bayane (Alphonse Hubert de)        | 30 octobre 1739   | 27 juillet 1818   | Drapeau de l'Empire français · Drapeau du royaume de France : entièrement blanc                     | 23 février 1801 (Pie VII)                              | D'azur, à 3 frettes d'argent ; au chef du même., Duc de Bayane Pair de France | La Foy, le Roy, la Loy                                                                             |
|        | Lékai (László)                               | 12 mars 1910      | 30 juin 1986      | Drapeau de la Hongrie                                                                               | 24 mai 1976 (Paul VI)                                  | Cette section est vide, insuffisamment détaillée ou incomplète. Votre aide est la bienvenue ! Comment faire ? | « Virescit succisa »                                                                               |
|        | Lenoncourt (Philippe)                        | 1527              | 13 décembre 1592  | Drapeau de la Lorraine                                                                              | 16 novembre 1586 (Sixte V)                             | D'argent, à la croix engrêlée de gueules, Évêque-comte de Châlons et pair de France Commandeur du Saint-Esprit | |
|        | Lenoncourt (Robert II de)                    | 1485              | 2 février 1561    | Drapeau de la Lorraine                                                                              | 20 décembre 1538 (Paul III)                            | D'argent, à la croix engrêlée de gueules | « In labore quies »                                                                                |
|        | Loménie de Brienne (Étienne-Charles de)      | 9 octobre 1727    | 19 février 1794   | Drapeau du royaume de France : entièrement blanc · Drapeau de la France                             | 15 décembre 1788 (Pie VI)                              | D’or, à un arbre de sinople, posé sur un tourteau de sable, au chef d’azur, chargé de trois losanges d’argent. | |
|        | Lorraine (Jean de)                           | 9 avril 1498      | 18 mai 1550       | Drapeau de la Lorraine                                                                              | 28 mai 1518 (Léon X)                                   | « 4 rois sur 4 ducs », sur le tout de Lorraine.Archevêque-duc de Reims et pair de France | |
|        | Lorraine-Guise (Charles de)                  | 17 février 1524   | 26 décembre 1574  | Drapeau du royaume de France : entièrement blanc                                                    | 27 juillet 1547 (Paul III)                             | De Lorraine-Guise. Archevêque-duc de Reims et pair de France | |
|        | Lorraine-Guise (Louis Ier de)                | 21 octobre 1527   | 29 mars 1578      | Drapeau du royaume de France : entièrement blanc                                                    | 22 décembre 1553 (Jules III)                           | De Lorraine-Guise. Prince-évêque de Metz | |
|        | Lorraine-Guise (Louis II de)                 | 6 juillet 1555    | 24 décembre 1588  | Drapeau de la Lorraine                                                                              | 21 février 1578 (Grégoire XIII)                        | De Lorraine-Guise, Archevêque-duc de Reims et pair de France, commandeur du Saint-Esprit | |
|        | Lorraine-Vaudémont (Charles II)              | 20 avril 1561     | 29 octobre 1587   | Drapeau de la Lorraine                                                                              | 21 février 1578 (Grégoire XIII)                        | De Lorraine-Mercœur,. Évêque et comte de Toul, commandeur du Saint-Esprit | |
|        | Lorraine-Vaudémont (Charles III)             | 1er juillet 1567  | 24 novembre 1607  | Drapeau de la Lorraine                                                                              | 1587 (Sixte V)                                         | Écartelé, au I de Strasbourg, au II et III, « 4 rois sur 4 ducs », au IV de Basse Alsace ; sur le tout de Lorraine. Prince-évêque de Metz et de Strasbourg | |
|        | Lorraine-Guise (Louis III de)                | 22 janvier 1575   | 21 juin 1621      | Drapeau du royaume de France : entièrement blanc                                                    | 2 décembre 1615 (Paul V)                               | De Lorraine-Guise. Archevêque-duc de Reims et pair de France | « His armis, haec arma tuebor »                                                                    |
|        | Lourdusamy (Duraisamy Simon)                 | 5 février 1924    | 2 juin 2014       | Drapeau de l'Inde                                                                                   | 25 mai 1985 (Jean-Paul II)                             | Cette section est vide, insuffisamment détaillée ou incomplète. Votre aide est la bienvenue ! Comment faire ? | |
|        | Luxembourg (Pierre de)                       | 20 juillet 1369   | 2 juillet 1387    | Drapeau du royaume de France : entièrement blanc                                                    | 1386 (Clément VII (antipape))                          | D'argent au lion de gueules à la queue fourchue passée en sautoir, armé, lampassé et couronné d'or d'or. | |
|        | Mailly-Nesle (François de)                   | 4 mars 1658       | 13 septembre 1721 | Drapeau du royaume de France : entièrement blanc                                                    | 29 novembre 1719 (Clément XI)                          | D'or, à trois maillets de sinople,. Archevêque-duc de Reims et pair de France | |
|        | Marchisano (Francesco)                       | 25 juin 1929      | 27 juillet 2014   | Drapeau de l'Italie                                                                                 | 21 octobre 2003 (Jean-Paul II)                         | Cette section est vide, insuffisamment détaillée ou incomplète. Votre aide est la bienvenue ! Comment faire ? | « In Caritate Radicati Et Fundati » en français : « Enracinés et fondés dans l'amour »             |
|        | Martini (Carlo Maria)                        | 15 février 1927   | 31 août 2012      | Drapeau de l'Italie                                                                                 | 2 février 1983 (Jean-Paul II)                          | D’azur, à l’arbre au naturel, dont le feuillage s’écarte en chef sur un soleil d’or, chargé d’un delta de sable, à la bande d’argent, chargée de trois cœurs de gueules, brochante sur-le-tout. | « Pro veritate adversa diligere » en français : « Pour la vérité, préférer les choses difficiles » |
|        | Marty (Fraçois)                              | 18 mai 1904       | 16 février 1994   | Drapeau de la France                                                                                | 28 avril 1969 (Paul VI)                                | Cette section est vide, insuffisamment détaillée ou incomplète. Votre aide est la bienvenue ! Comment faire ? | « In Fide et Dilectione »                                                                          |
|        | Mayer (Paul Augustin)                        | 23 mai 1911       | 30 avril 2010     | Drapeau de l'Allemagne                                                                              | 25 mai 1985 (Jean-Paul II)                             | Cette section est vide, insuffisamment détaillée ou incomplète. Votre aide est la bienvenue ! Comment faire ? | « Congregavit nos in unum Christi amor »                                                           |
|        | Mazarin (Jules)                              | 14 juillet 1602   | 9 mars 1661       | Drapeau du royaume de France : entièrement blanc                                                    | 16 décembre 1641 (Urbain VIII)                         | D'azur, à un faisceau des licteurs d'or, lié d'argent, la hache du même, à la fasce de gueules, brochant sur le tout et ch. de trois étoiles d'or. Duc et pair | « Fimando firmior hæret » « Hinc ordo, hinc copia rerum »                                          |
|        | Médicis (Ferdinand Ier de)                   | 30 juillet 1549   | 17 février 1609   | Drapeau du Duché de Florence                                                                        | 1562 (Pie IV)                                          | D'or à six tourteaux mis en orle, cinq de gueules, celui en chef d'azur chargé de trois fleurs de lis d'or. | |
|        | Médicis (Jean de)                            | 29 septembre 1543 | 20 novembre 1562  | Drapeau du Duché de Florence                                                                        | 31 janvier 1560 (Pie IV)                               | D'or à six tourteaux mis en orle, cinq de gueules, celui en chef d'azur chargé de trois fleurs de lis d'or. | |
|        | Montmorency-Laval (Louis-Joseph de)          | 11 décembre 1724  | 17 juin 1808      | Drapeau du royaume de France : entièrement blanc                                                    | 30 mars 1789 (Pie VI)                                  | D'or à la croix de gueules cantonnée de seize alérions d'azur ordonnés 2 et 2 et chargée de cinq coquilles d'argent., Prince-évêque de Metz, grand aumônier de France, commandeur du Saint-Esprit | |
|        | Morlot (François-Nicolas-Madeleine)          | 28 décembre 1795  | 29 décembre 1862  | Drapeau de l'Empire français                                                                        | 7 mars 1853 (Pie IX)                                   | D'azur, à la croix dentelée d'argent, cantonnée de quatre étoiles d'or. | |
|        | Nagy (Stanisław)                             | 30 septembre 1921 | 5 juin 2013       | Drapeau de la Pologne                                                                               | 21 octobre 2003 (Jean-Paul II)                         | Cette section est vide, insuffisamment détaillée ou incomplète. Votre aide est la bienvenue ! Comment faire ? | « In te cor Jesu speravi » en français : « J'espère en toi, cœur de Jésus »                        |
|        | Neto (José Sebastião)                        | 8 février 1841    | 7 décembre 1920   | Drapeau du Royaume de Portugal                                                                      | 24 mars 1884 (Léon XIII)                               | José III, 12e. Patriarche de Lisbonne | « Soli Deo Omnis Honor Et Gloria »                                                                 |
|        | Nicora (Attilio)                             | 16 mars 1937      | 22 avril 2017     | Drapeau de l'Italie                                                                                 | 21 octobre 2003 (Jean-Paul II)                         | Cette section est vide, insuffisamment détaillée ou incomplète. Votre aide est la bienvenue ! Comment faire ? | « Ubi Caritas Libera Servitus »                                                                    |
|        | Noailles (Louis Antoine de)                  | 27 mai 1651       | 4 mai 1729        | Drapeau du royaume de France : entièrement blanc                                                    | 21 juin 1700 (Innocent XII)                            | De gueules à une bande d'or. Duc de Saint-Cloud et pair de France Commandeur du Saint-Esprit | |
|        | Nogaret de La Valette d'Épernon (Louis de)   | 8 février 1593    | 28 septembre 1639 | Drapeau du royaume de France                                                                        | 11 janvier 1621 (Paul V)                               | Écartelé : aux I et IV, parti de Nogaret et de L'Isle-Jourdain, à un chef de gueules chargé d'une croix potencée d'argent sur le tout ; aux II et III, contre écartelé : aux 1 et 4, de Foix, aux 2 et 3, de Béarn. Commandeur du Saint-Esprit | |
|        | Pacca (Bartolomeo)                           | 23 décembre 1756  | 19 avril 1844     | Modèle:Country data États pontificaux (1825-1870)                                                   | 23 février 1801 (Pie VII)                              | Cette section est vide, insuffisamment détaillée ou incomplète. Votre aide est la bienvenue ! Comment faire ? | |
|        | Pellevé (Nicolas de)                         | 18 octobre 1518   | 28 mars 1594      | Drapeau du royaume de France                                                                        | 17 mai 1570 (Pie V)                                    | Écartelé : aux 1 et 4, de gueules, à la tête humaine d'argent, posée de profil, les cheveux hérissés d'or (de Pellevé) ; aux 2 et 3, d'argent semé de fleurs-de-lis de sable (Faÿ). Archevêque-duc de Reims et pair de France | « Utcunque ceciderit, consistam »                                                                  |
|        | Pimenta (Simon Ignatius)                     | 1er mars 1920     | 19 juillet 2013   | Drapeau de l'Inde                                                                                   | 28 juin 1988 (Jean-Paul II)                            | Cette section est vide, insuffisamment détaillée ou incomplète. Votre aide est la bienvenue ! Comment faire ? | « Rooted and grounded in Love » en français : « Enraciné et fondé dans l'Amour »                   |
|        | Policarpo (José da Cruz)                     | 26 février 1936   | 12 mars 2014      | Drapeau du Portugal                                                                                 | 21 février 2001 (Jean-Paul II)                         | José IV, 16e. Patriarche de Lisbonne | « Per Obedientiam Ad Libertatem » en français : « Dans l'obéissance à la liberté »                 |
|        | Polignac (Melchior de)                       | 11 octobre 1661   | 20 novembre 1741  | Drapeau du royaume de France                                                                        | 18 mai 1712 (in pectore) (Clément XI)                  | Cette section est vide, insuffisamment détaillée ou incomplète. Votre aide est la bienvenue ! Comment faire ? | |
|        | Portugal (Jaime de)                          | 17 septembre 1433 | 27 août 1459      | Drapeau du Royaume de Portugal                                                                      | 17 septembre 1456 (Calixte III)                        | Écartelé, au I et IV d'argent, à cinq écussons d'azur, posés en croix, les deux de flanc mis de côté, chaque écusson chargé de cinq besants du champ, posés en sautoir, à la bordure de gueules, chargée de huit châteaux d'or, donjonnés de trois tours, ouverts et ajourés d'azur, aux quatre fleurs de lys de sinople, brisé d'un lambel d'argent, chaque pendant chargé de trois mouchetures d'hermine (qui est d'Aviz-Coimbra), et au II et III d'or à 4 pals de gueules (qui est d'Aragon). | |
|        | Portugal (Henri de)                          | 31 janvier 1512   | 31 janvier 1580   | Drapeau du Royaume de Portugal                                                                      | 16 décembre 1545 (Paul III)                            | D'argent, à cinq écussons d'azur, posés en croix, chaque écusson chargé de cinq besants du champ, posés en sautoir, à la bordure de gueules, chargée de sept châteaux d'or, donjonnés de trois tours, ouverts et ajourés d'azur (qui est de Portugal). Couronne royale après 1578. Roi de Portugal et des Algarves 1578-1580 dit Le Cardinal-Roi | |
|        | Ribeiro (António)                            | 21 mai 1928       | 24 mars 1998      | Drapeau du Portugal                                                                                 | 5 mars 1973 (Paul VI)                                  | António I, 15e. Patriarche de Lisbonne | « Ex Fide in Fidem »                                                                               |
|        | Richelieu (Alphonse-Louis du Plessis de)     | 1582              | 23 mars 1653      | Drapeau du royaume de France                                                                        | 19 novembre 1629 (Urbain VIII)                         | D'argent, à trois chevrons de gueules Grand aumônier de France Commandeur du Saint-Esprit | |
|        | Richelieu (Armand Jean du Plessis de)        | 9 septembre 1585  | 4 décembre 1642   | Drapeau du royaume de France                                                                        | 5 septembre 1622 (Grégoire XV)                         | D'argent, à trois chevrons de gueules Evêque de Luçon, Duc de Richelieu et de Fronsac et pair. Commandeur du Saint-Esprit | « Candorem purpura servat et dirigit et firmat » « Expertus fidelem jupiter »                      |
|        | Ries (Julien)                                | 19 avril 1920     | 23 février 2013   | Drapeau de la Belgique                                                                              | 18 février 2012 (Benoît XVI)                           | Cette section est vide, insuffisamment détaillée ou incomplète. Votre aide est la bienvenue ! Comment faire ? | |
|        | Roger (Hugues)                               | 21 octobre 1363   | 21 octobre 1363   | Drapeau du royaume de France                                                                        | 20 septembre 1342 (Clément VI)                         | Cette section est vide, insuffisamment détaillée ou incomplète. Votre aide est la bienvenue ! Comment faire ? | |
|        | Rohan (Louis Constantin de)                  | 24 mars 1697      | 11 mars 1779      | Drapeau du royaume de France : entièrement blanc                                                    | 23 novembre 1761 (Clément XIII)                        | Écartelé de Strasbourg et de Basse-Alsace ; sur le tout, écartelé de Navarre et de France. Sur le tout du tout parti de Rohan et de Bretagne. Prince-évêque de Strasbourg, commandeur du Saint-Esprit | |
|        | Rohan-Chabot (Louis François Auguste de)     | 29 février 1788   | 8 février 1833    | Drapeau du royaume de France : entièrement blanc                                                    | 5 juillet 1830 (Pie VIII)                              | Écartelé : de gueules à neuf macles d'or, posées 3, 3, 3 (qui est de Rohan), et d'or à trois chabots de gueules, 2 et 1 (qui est de Chabot). Le prélat mettait souvent ses armes sur un écu écartelé de Navarre, d'Écosse, de Bretagne et de gueules au lion d'argent Duc et pair | « Potuis mori quam foedari » en français : « Plutôt la mort que la souillure ».                    |
|        | Rohan-Guémené (Louis René Édouard de)        | 25 septembre 1734 | 17 février 1803   | Drapeau du royaume de France : entièrement blanc                                                    | 1er juin 1778 (Pie VI)                                 | De gueules à neuf macles d'or. Prince-évêque de Strasbourg, grand aumônier de France, commandeur du Saint-Esprit | |
|        | Rohan-Soubise (Armand de)                    | 1er décembre 1717 | 28 juin 1756      | Drapeau du royaume de France : entièrement blanc                                                    | 10 avril 1747 (Benoît XIV)                             | Coupé d'un trait, parti de trois : au 1 d'Évreux ; au 2 de Navarre ; au 3 de Foix ou d'Aragon ; au 4 d'Écosse ; au 5 de Bretagne ; au 6 de Visconti ; au 7 de San-Severino et au 8 de Lorraine ; sur le tout parti de Rohan et de Bretagne., Prince-évêque de Strasbourg, grand aumônier de France, commandeur du Saint-Esprit | |
|        | Rohan-Soubise (Armand Gaston Maximilien de)  | 26 juin 1674      | 19 juillet 1749   | Drapeau du royaume de France : entièrement blanc                                                    | 18 mai 1712 (Clément XI)                               | Écartelé de Strasbourg et de Basse-Alsace. Sur le tout parti de Rohan et de Bretagne. Prince-évêque de Strasbourg, commandeur du Saint-Esprit, grand aumônier de France | |
|        | Saulx-Tavannes (Nicolas de)                  | 19 septembre 1690 | 10 mars 1759      | Drapeau du royaume de France : entièrement blanc                                                    | 5 avril 1756 (Benoît XIV)                              | D'azur à un lion d'or armé et lampassé de gueules. Grand aumônier de France, commandeur du Saint-Esprit | |
|        | Sinzendorf (Philipp LudwigJohn von)          | 29 septembre 1699 | 28 septembre 1747 | Drapeau de l'Archiduché d'Autriche                                                                  | 26 novembre 1727 (Benoît XIII)                         | Cette section est vide, insuffisamment détaillée ou incomplète. Votre aide est la bienvenue ! Comment faire ? | |
|        | Stuart (Henri Benoît)                        | 6 mars 1725       | 13 juillet 1807   | Modèle:Country data États pontificaux (1803-1825)                                                   | 3 juillet 1747 (Benoît XIV)                            | Prétendant jacobite aux trônes du Royaume d'Angleterre, du Royaume d'Écosse et du Royaume d'Irlande. | |
|        | Suhard (Emmanuel)                            | 5 avril 1874      | 30 mai 1949       | Drapeau de la France                                                                                | 16 décembre 1935 (par le pape Pie XI)                  | | |
|        | Szoka (Edmund Casimir)                       | 14 septembre 1927 | 20 août 2014      | Drapeau des États-Unis                                                                              | 28 juin 1988 (Jean-Paul II)                            | Cette section est vide, insuffisamment détaillée ou incomplète. Votre aide est la bienvenue ! Comment faire ? | « To Live In Faith » en français : « Vivre dans la foi »                                           |
|        | Talleyrand-Périgord (Alexandre Angélique de) | 18 octobre 1736   | 20 octobre 1821   | Drapeau du royaume de France : entièrement blanc · Drapeau du royaume de France : entièrement blanc | 28 juillet 1817 (Pie VII)                              | De gueules à trois lions couronnés d'or, armés et lampassés d'azur. Pair et grand aumônier de France, commandeur du Saint-Esprit | |
|        | Talleyrand-Périgord (Hélie de)               | 1301              | 1364              | Drapeau du royaume de France                                                                        | 25 mai 1331 (Jean XXII)                                | De gueules aux trois lionceaux d'or armé, lampassé et couronné d'azur. | « Re que diou » en français : « Rien que Dieu ».                                                   |
|        | Tonini (Ersilio)                             | 20 juillet 1914   | 28 juillet 2013   | Drapeau de l'Italie                                                                                 | 26 novembre 1994 (Jean-Paul II)                        | Cette section est vide, insuffisamment détaillée ou incomplète. Votre aide est la bienvenue ! Comment faire ? | « In Fide Vivo Fili Dei » en français : « Je vis dans la foi au Fils de Dieu »                     |
|        | Trujillo (Alfonso López)                     | 8 novembre 1935   | 19 avril 2008     | Drapeau de la Colombie                                                                              | 2 février 1983 (Jean-Paul II)                          | Taillé d'or et de sinople : l'or chargé d'une étoile à huit rays d'azur, le sinople à une fleur de lys du premier.[réf. nécessaire] | « Veritas in Caritate » en français : « Vérité dans la charité »                                   |
|        | Veuillot (Pierre)                            | 5 janvier 1913    | 14 février 1968   | Drapeau de la France                                                                                | 26 juin 1967 (Paul VI)                                 | Cette section est vide, insuffisamment détaillée ou incomplète. Votre aide est la bienvenue ! Comment faire ? | |
|        | Verdier (Jean)                               | 19 février 1804   | 9 avril 1940      | Drapeau de la France                                                                                | 16 décembre 1929 (Pie XI)                              | Cette section est vide, insuffisamment détaillée ou incomplète. Votre aide est la bienvenue ! Comment faire ? | « In Verbo Tuo Laxabo Rete » en français : « Sur ta parole, je jetterais le filet »                |
|        | Villot (Jean-Marie)                          | 11 octobre 1905   | 9 mars 1979       | Drapeau de la France                                                                                | 22 février 1965 (Paul VI)                              | Cette section est vide, insuffisamment détaillée ou incomplète. Votre aide est la bienvenue ! Comment faire ? | « Auxilium a Domino » en français : « Le secours vient du Seigneur »                               |
|        | Vlk (Miloslav)                               | 17 mai 1932       | 18 mai 2017       | Drapeau de la Tchéquie                                                                              | 26 novembre 1994 (Jean-Paul II)                        | Cette section est vide, insuffisamment détaillée ou incomplète. Votre aide est la bienvenue ! Comment faire ? | « Ut Omnes Unum Sint » en français : « Afin que tous soient un »                                   |
|        | Weld (Thomas)                                | 22 janvier 1773   | 10 avril 1837     | Drapeau du Royaume-Uni                                                                              | 15 mars 1830 (Pie VIII)                                | Cette section est vide, insuffisamment détaillée ou incomplète. Votre aide est la bienvenue ! Comment faire ? | « Nil sine numine »                                                                                |
|        | Wendel (Josef)                               | 27 mai 1901       | 31 décembre 1960  | Drapeau de l'Allemagne                                                                              | 12 janvier 1953 (Pie XII)                              | Cette section est vide, insuffisamment détaillée ou incomplète. Votre aide est la bienvenue ! Comment faire ? | |
|        | Wright (John Joseph)                         | 18 juillet 1919   | 19 août 1979      | Drapeau des États-Unis                                                                              | 28 avril 1969 (Paul VI)                                | Cette section est vide, insuffisamment détaillée ou incomplète. Votre aide est la bienvenue ! Comment faire ? | « Resonare Christum »                                                                              |

### Cardinaux actuellement non électeur duCollège cardinalice
| Figure | Cardinal                              | Date de naissance | Lieu de naissance (ou du ministère) | Date de création (par le pape)  | Blasonnement | Devise |
| ------ | ------------------------------------- | ----------------- | ----------------------------------- | ------------------------------- | --- | --- |
|        |                                       |                   |                                     |                                 | | |
|        | Agnelo (Geraldo Majella)              | 19 octobre 1933   | Brésil                              | 21 février 2001 (Jean-Paul II)  | Cette section est vide, insuffisamment détaillée ou incomplète. Votre aide est la bienvenue ! Comment faire ?                                                                                                  | « Caritas Cum Fide » « La charité dans la foi »                                                              |
|        | Álvarez Martínez (Francisco)          | 14 juillet 1925   | Espagne                             | 21 février 2001 (Jean-Paul II)  | De sinople, à la crosse stylisée de sable, garnie d'argent accompagnée de mots "OBOEDIENTIA" à dextre et "ET PAX" à senestre, le tout de sable; au chef ondé d'azur et d'argent, chargé d'une étoile d'argent. | « Evangelizo pacem Evangelizo bonum »                                                                        |
|        | Arinze (Francis)                      | 1er novembre 1932 | Nigeria                             | 25 mai 1985 (Jean-Paul II)      | Cette section est vide, insuffisamment détaillée ou incomplète. Votre aide est la bienvenue ! Comment faire ?                                                                                                  | « Regnum Christi Floreat » en français : « Que prospère le royaume du Christ »                               |
|        | Arns (Paulo Evaristo)                 | 14 septembre 1921 | Brésil                              | 5 mars 1973 (Paul VI)           | Cette section est vide, insuffisamment détaillée ou incomplète. Votre aide est la bienvenue ! Comment faire ?                                                                                                  | « Ex spe in spem »                                                                                           |
|        | Backis (Audrys Juozas)                | 1er février 1937  | Lituanie                            | 21 février 2001 (Jean-Paul II)  | Cette section est vide, insuffisamment détaillée ou incomplète. Votre aide est la bienvenue ! Comment faire ?                                                                                                  | « Sub tuum praesidium » « Sous l'abri de ta miséricorde »                                                    |
|        | Baum (William Wakefield)              | 21 novembre 1926  | États-Unis                          | 24 mai 1976 (Paul VI)           | Cette section est vide, insuffisamment détaillée ou incomplète. Votre aide est la bienvenue ! Comment faire ?                                                                                                  | « Ministerium reconciliationis »                                                                             |
|        | Biffi (Giacomo)                       | 13 juin 1928      | Italie                              | 25 mai 1985 (Jean-Paul II)      | De gueules, à l'étoile ondoyante (10) d'or. | « Ubi Fides Ibi Libertas » en français : « Là où il y a la foi, il y a la liberté »                          |
|        | Brandmüller (Walter)                  | 5 janvier 1929    | Allemagne                           | 20 novembre 2010 (Benoît XVI)   | Cette section est vide, insuffisamment détaillée ou incomplète. Votre aide est la bienvenue ! Comment faire ?                                                                                                  | « Ignem in terram »                                                                                          |
|        | Cacciavillan (Agostino)               | 14 août 1926      | Italie                              | 21 février 2001 (Jean-Paul II)  | Cette section est vide, insuffisamment détaillée ou incomplète. Votre aide est la bienvenue ! Comment faire ?                                                                                                  | « In Virtute Dei »                                                                                           |
|        | Canestri (Giovanni)                   | 30 septembre 1918 | Italie                              | 28 juin 1988 (Jean-Paul II)     | Cette section est vide, insuffisamment détaillée ou incomplète. Votre aide est la bienvenue ! Comment faire ?                                                                                                  | |
|        | Capovilla (Loris Francesco)           | 14 octobre 1915   | Italie                              | 22 février 2014 (François)      | Cette section est vide, insuffisamment détaillée ou incomplète. Votre aide est la bienvenue ! Comment faire ?                                                                                                  | « Oboedientia et pax » en français : « Obéissance et paix »                                                  |
|        | Cassidy (Edward Idris)                | 5 juillet 1924    | Australie                           | 28 juin 1991 (Jean-Paul II)     | Cette section est vide, insuffisamment détaillée ou incomplète. Votre aide est la bienvenue ! Comment faire ?                                                                                                  | « Fortitudo mea Dominus »                                                                                    |
|        | Castrillón Hoyos (Darío)              | 4 juillet 1929    | Colombie                            | 21 février 1998 (Jean-Paul II)  | Cette section est vide, insuffisamment détaillée ou incomplète. Votre aide est la bienvenue ! Comment faire ?                                                                                                  | « Christus in Vobis Spes Gloriae »                                                                           |
|        | Cheong Jin-suk (Nicolas)              | 7 décembre 1931   | Corée du Sud                        | 24 mars 2006 (Benoît XVI)       | Cette section est vide, insuffisamment détaillée ou incomplète. Votre aide est la bienvenue ! Comment faire ?                                                                                                  | « Omnibus omnia » en français : « Tout, pour tous »                                                          |
|        | Cordero Lanza di Montezemolo (Andrea) | 27 août 1925      | Italie                              | 24 mars 2006 (Benoît XVI)       | Cette section est vide, insuffisamment détaillée ou incomplète. Votre aide est la bienvenue ! Comment faire ?                                                                                                  | « Justicia et Pax »                                                                                          |
|        | Damasceno Assis (Raymundo)            | 15 février 1937   | Brésil                              | 20 novembre 2010 (Benoît XVI)   | Cette section est vide, insuffisamment détaillée ou incomplète. Votre aide est la bienvenue ! Comment faire ?                                                                                                  | « In gaudium domini » en français : « Dans la joie du maître »                                               |
|        | Danneels (Godfried)                   | 4 juin 1933       | Belgique                            | 2 février 1983 (Jean-Paul II)   | D'azur, à la fasce d'argent, accompagnée en chef d'une étoile (6) d'or et en pointe d'un dauphin d'argent. | « Apparuit Humanitas Dei Nostri » en français : « L'amour de notre Dieu pour les hommes nous est apparu »    |
|        | De Giorgi (Salvatore)                 | 6 septembre 1930  | Italie                              | 21 février 1998 (Jean-Paul II)  | Cette section est vide, insuffisamment détaillée ou incomplète. Votre aide est la bienvenue ! Comment faire ?                                                                                                  | « In caritate pax »                                                                                          |
|        | Errázuriz Ossa (Francisco Javier)     | 5 septembre 1933  | Chili                               | 21 février 2001 (Jean-Paul II)  | Cette section est vide, insuffisamment détaillée ou incomplète. Votre aide est la bienvenue ! Comment faire ?                                                                                                  | « Ut Vitam Habeant » en français : « Afin qu'ils aient la Vie »                                              |
|        | Estepa Llaurens (José Manuel)         | 1er janvier 1926  | Espagne                             | 20 novembre 2010 (Benoît XVI)   | Cette section est vide, insuffisamment détaillée ou incomplète. Votre aide est la bienvenue ! Comment faire ?                                                                                                  | |
|        | Farina (Raffaele)                     | 24 septembre 1933 | Italie                              | 24 novembre 2007 (Benoît XVI)   | Cette section est vide, insuffisamment détaillée ou incomplète. Votre aide est la bienvenue ! Comment faire ?                                                                                                  | « Dominus Spes Nostra »                                                                                      |
|        | Felix (Kelvin Edward)                 | 15 février 1933   | Dominique                           | 22 février 2014 (François)      | Cette section est vide, insuffisamment détaillée ou incomplète. Votre aide est la bienvenue ! Comment faire ?                                                                                                  | « Ut omnes unum sint »                                                                                       |
|        | Fernandes de Araujo (Serafim)         | 13 août 1924      | Brésil                              | 21 février 1998 (Jean-Paul II)  | Cette section est vide, insuffisamment détaillée ou incomplète. Votre aide est la bienvenue ! Comment faire ?                                                                                                  | « Serafim Juxta Eum »                                                                                        |
|        | Freire Falcão (José)                  | 23 octobre 1925   | Brésil                              | 28 juin 1988 (Jean-Paul II)     | <!Blasonnement à sourcer→ | « Servir em humildade »                                                                                      |
|        | George (Francis)                      | 16 janvier 1937   | États-Unis                          | 21 février 1998 (Jean-Paul II)  | Cette section est vide, insuffisamment détaillée ou incomplète. Votre aide est la bienvenue ! Comment faire ?                                                                                                  | « Christo gloria in Ecclesia »                                                                               |
|        | Grech (Karl)                          | 24 décembre 1925  | Malte                               | 18 février 2012 (Benoît XVI)    | Cette section est vide, insuffisamment détaillée ou incomplète. Votre aide est la bienvenue ! Comment faire ?                                                                                                  | « In te Domine speravi »                                                                                     |
|        | Gulbinowicz (Henryk Roman)            | 17 octobre 1923   | Pologne                             | 25 mai 1985 (Jean-Paul II)      | <!Blasonnement à sourcer→ | « Patientia et Caritas »                                                                                     |
|        | Herranz Casado (Julián)               | 31 mars 1930      | Espagne                             | 21 octobre 2003 (Jean-Paul II)  | Cette section est vide, insuffisamment détaillée ou incomplète. Votre aide est la bienvenue ! Comment faire ?                                                                                                  | « Domine ut videam »                                                                                         |
|        | Karlic (Estanislao Esteban)           | 7 février 1926    | Argentine                           | 24 novembre 2007 (Benoît XVI)   | Cette section est vide, insuffisamment détaillée ou incomplète. Votre aide est la bienvenue ! Comment faire ?                                                                                                  | « Servire »                                                                                                  |
|        | Kasper (Walter)                       | 5 mars 1933       | Allemagne                           | 21 février 2001 (Jean-Paul II)  | Cette section est vide, insuffisamment détaillée ou incomplète. Votre aide est la bienvenue ! Comment faire ?                                                                                                  | « Veritatem In Caritate » en français : « La vérité dans la charité »                                        |
|        | Keeler (William Henry)                | 4 mars 1931       | États-Unis                          | 26 novembre 1994 (Jean-Paul II) | Cette section est vide, insuffisamment détaillée ou incomplète. Votre aide est la bienvenue ! Comment faire ?                                                                                                  | « Opus Fac Evangelistae » en français : « Fais œuvre d'évangélisation »                                      |
|        | Kitbunchu (Michael Michai)            | 25 janvier 1929   | Thaïlande                           | 2 février 1983 (Jean-Paul II)   | Cette section est vide, insuffisamment détaillée ou incomplète. Votre aide est la bienvenue ! Comment faire ?                                                                                                  | « Per crucem ad lucem »                                                                                      |
|        | Korec (Ján Chryzostom)                | 22 janvier 1924   | Slovaquie                           | 28 juin 1991 (Jean-Paul II)     | Cette section est vide, insuffisamment détaillée ou incomplète. Votre aide est la bienvenue ! Comment faire ?                                                                                                  | |
|        | Law (Bernard)                         | 4 novembre 1931   | États-Unis                          | 25 mai 1985 (Jean-Paul II)      | Cette section est vide, insuffisamment détaillée ou incomplète. Votre aide est la bienvenue ! Comment faire ?                                                                                                  | « To Live Is Christ » en français : « Vivre, c'est le Christ »                                               |
|        | Lozano Barragan (Javier)              | 26 janvier 1933   | Mexique                             | 21 octobre 2003 (Jean-Paul II)  | Cette section est vide, insuffisamment détaillée ou incomplète. Votre aide est la bienvenue ! Comment faire ?                                                                                                  | « Testes Resurrectionis »                                                                                    |
|        | Macharski (Franciszek)                | 20 mai 1927       | Pologne                             | 30 juin 1979 (Jean-Paul II)     | Cette section est vide, insuffisamment détaillée ou incomplète. Votre aide est la bienvenue ! Comment faire ?                                                                                                  | « Jesu In Te Confido » en français : « Jésus, je me confie en Toi »                                          |
|        | Maida (Adam Joseph)                   | 18 mars 1930      | États-Unis                          | 26 novembre 1994 (Jean-Paul II) | Cette section est vide, insuffisamment détaillée ou incomplète. Votre aide est la bienvenue ! Comment faire ?                                                                                                  | « Facere Omnia Nova » en français : « Faire toute chose nouvelle »                                           |
|        | Martínez Somalo (Eduardo)             | 31 mars 1927      | Espagne                             | 28 juin 1988 (Jean-Paul II)     | Cette section est vide, insuffisamment détaillée ou incomplète. Votre aide est la bienvenue ! Comment faire ?                                                                                                  | « Caritas et Veritas » en français : « Charité et vérité »                                                   |
|        | Martino (Renato)                      | 23 novembre 1932  | Italie                              | 21 octobre 2001 (Jean-Paul II)  | Cette section est vide, insuffisamment détaillée ou incomplète. Votre aide est la bienvenue ! Comment faire ?                                                                                                  | « Virtus Ex Alto »                                                                                           |
|        | Mejía (Jorge María)                   | 31 janvier 1923   | Argentine                           | 21 février 2001 (Jean-Paul II)  | Cette section est vide, insuffisamment détaillée ou incomplète. Votre aide est la bienvenue ! Comment faire ?                                                                                                  | « Ipse est Pax nostra » en français : « Il est notre paix »                                                  |
|        | McCarrick (Theodore Edgar)            | 7 juillet 1930    | États-Unis                          | 21 février 2001 (Jean-Paul II)  | Cette section est vide, insuffisamment détaillée ou incomplète. Votre aide est la bienvenue ! Comment faire ?                                                                                                  | « Come Lord Jesus »                                                                                          |
|        | Medina Estévez (Jorge Arturo)         | 23 décembre 1926  | Chili                               | 21 février 1998 (Jean-Paul II)  | Cette section est vide, insuffisamment détaillée ou incomplète. Votre aide est la bienvenue ! Comment faire ?                                                                                                  | « Oportet Illum crescere »                                                                                   |
|        | Meisner (Joachim)                     | 25 décembre 1933  | Allemagne                           | 2 février 1983 (Jean-Paul II)   | Parti : 1, d’argent, à la croix de sable (Cologne) ; 2, d’azur, au panier d’or, rempli de pains d’argent. | « Spes nostra firma est pro vobis » en français : « Notre espérance à votre égard est ferme »                |
|        | Murphy-O'Connor (Cormac)              | 24 août 1932      | Royaume-Uni                         | 21 février 2001 (Jean-Paul II)  | Cette section est vide, insuffisamment détaillée ou incomplète. Votre aide est la bienvenue ! Comment faire ?                                                                                                  | « Gaudium et spes »                                                                                          |
|        | Nascimento (Alexandre do)             | 1er mars 1925     | Angola                              | 2 février 1983 (Jean-Paul II)   | Cette section est vide, insuffisamment détaillée ou incomplète. Votre aide est la bienvenue ! Comment faire ?                                                                                                  | « Turres Fortissima Nomen Domini »                                                                           |
|        | Obando Bravo (Miguel)                 | 2 février 1926    | Nicaragua                           | 25 mai 1985 (Jean-Paul II)      | Cette section est vide, insuffisamment détaillée ou incomplète. Votre aide est la bienvenue ! Comment faire ?                                                                                                  | « Omnibus omnia factus »                                                                                     |
|        | Panafieu (Bernard)                    | 26 janvier 1931   | France                              | 21 octobre 2003 (Jean-Paul II)  | Cette section est vide, insuffisamment détaillée ou incomplète. Votre aide est la bienvenue ! Comment faire ?                                                                                                  | « Parare Viam Domini » en français : « Préparer le chemin du Seigneur »                                      |
|        | Paskai (László)                       | 8 mai 1927        | Hongrie                             | 28 juin 1988 (Jean-Paul II)     | Cette section est vide, insuffisamment détaillée ou incomplète. Votre aide est la bienvenue ! Comment faire ?                                                                                                  | « In virtute Spiritus » en français : « Par la vertu de l'Esprit »                                           |
|        | Pham Minh Mân (Jean-Baptiste)         | 5 mars 1934       | Viêt Nam                            | 21 octobre 2003 (Jean-Paul II)  | Cette section est vide, insuffisamment détaillée ou incomplète. Votre aide est la bienvenue ! Comment faire ?                                                                                                  | |
|        | Piovanelli (Silvano)                  | 21 février 1924   | Italie                              | 25 mai 1985 (Jean-Paul II)      | Cette section est vide, insuffisamment détaillée ou incomplète. Votre aide est la bienvenue ! Comment faire ?                                                                                                  | « In verbo Tuo »                                                                                             |
|        | Pimiento Rodriguez, (José de Jesús)   | 18 février 1919   | Colombie                            | 14 février 2015 (François)      | Cette section est vide, insuffisamment détaillée ou incomplète. Votre aide est la bienvenue ! Comment faire ?                                                                                                  | |
|        | Poletto (Severino)                    | 18 mars 1933      | Italie                              | 21 février 2001 (Jean-Paul II)  | Cette section est vide, insuffisamment détaillée ou incomplète. Votre aide est la bienvenue ! Comment faire ?                                                                                                  | « In Sequela Christi »                                                                                       |
|        | Poupard (Paul Joseph Jean)            | 30 août 1930      | France                              | 25 mai 1985 (Jean-Paul II)      | Cette section est vide, insuffisamment détaillée ou incomplète. Votre aide est la bienvenue ! Comment faire ?                                                                                                  | « Episcopus vobis vobiscum christianus »                                                                     |
|        | Pujats (Jānis)                        | 14 novembre 1930  | Lettonie                            | 21 février 2001 (Jean-Paul II)  | <!Blasonnement à sourcer→ | « Ad Jesum Per Mariam »                                                                                      |
|        | Re (Giovanni Battista)                | 30 janvier 1934   | Italie                              | 21 février 2001 (Jean-Paul II)  | Cette section est vide, insuffisamment détaillée ou incomplète. Votre aide est la bienvenue ! Comment faire ?                                                                                                  | « Virtus ex alto »                                                                                           |
|        | Rosales (Gaudencio)                   | 10 août 1932      | Philippines                         | 24 mars 2006 (Benoît XVI)       | Cette section est vide, insuffisamment détaillée ou incomplète. Votre aide est la bienvenue ! Comment faire ?                                                                                                  | « Si Mortuum Fuerit, Fructum Afferi »                                                                        |
|        | Rubiano Sáenz (Pedro)                 | 13 septembre 1932 | Colombie                            | 21 février 2001 (Jean-Paul II)  | Cette section est vide, insuffisamment détaillée ou incomplète. Votre aide est la bienvenue ! Comment faire ?                                                                                                  | « Caritas Christi Urget Nos » en français : « L'amour du Christ nous presse »                                |
|        | Ruini (Camillo)                       | 19 février 1931   | Italie                              | 28 juin 1991 (Jean-Paul II)     | Cette section est vide, insuffisamment détaillée ou incomplète. Votre aide est la bienvenue ! Comment faire ?                                                                                                  | « Veritas Libarabit Nos » en français : « La Vérité nous rendra libres »                                     |
|        | Sandoval Íñiguez (Juan)               | 28 mars 1933      | Mexique                             | 26 novembre 1994 (Jean-Paul II) | Cette section est vide, insuffisamment détaillée ou incomplète. Votre aide est la bienvenue ! Comment faire ?                                                                                                  | « Servus »                                                                                                   |
|        | dos Santos (Alexandre José Maria)     | 18 mars 1924      | Mozambique                          | 28 juin 1988 (Jean-Paul II)     | Cette section est vide, insuffisamment détaillée ou incomplète. Votre aide est la bienvenue ! Comment faire ?                                                                                                  | « Servir e não ser servido »                                                                                 |
|        | Saraiva Martins (José)                | 6 janvier 1932    | Portugal                            | 21 février 2001 (Jean-Paul II)  | Cette section est vide, insuffisamment détaillée ou incomplète. Votre aide est la bienvenue ! Comment faire ?                                                                                                  | « Veritas In Caritate »                                                                                      |
|        | Scheid (Eusébio Oscar)                | 8 décembre 1932   | Brésil                              | 21 octobre 2003 (Jean-Paul II)  | Cette section est vide, insuffisamment détaillée ou incomplète. Votre aide est la bienvenue ! Comment faire ?                                                                                                  | « Deus è bom » en français : « Dieu est bon »                                                                |
|        | Schwery (Henri)                       | 14 juin 1932      | Suisse                              | 28 juin 1991 (Jean-Paul II)     | Cette section est vide, insuffisamment détaillée ou incomplète. Votre aide est la bienvenue ! Comment faire ?                                                                                                  | « Spiritus Domini Gaudium et Spes » en français : « L'Esprit du Seigneur est notre joie et notre espérance » |
|        | Sebastián Aguilar (Fernando)          | 14 décembre 1929  | Espagne                             | 22 février 2014 (François)      | Cette section est vide, insuffisamment détaillée ou incomplète. Votre aide est la bienvenue ! Comment faire ?                                                                                                  | « Veritas in caritate » en français : « La vérité dans la charité »                                          |
|        | Sebastiani (Sergio)                   | 11 avril 1931     | Italie                              | 21 février 2001 (Jean-Paul II)  | Cette section est vide, insuffisamment détaillée ou incomplète. Votre aide est la bienvenue ! Comment faire ?                                                                                                  | |
|        | Sgreccia (Elio)                       | 6 juin 1928       | Italie                              | 20 novembre 2010 (Benoît XVI)   | Cette section est vide, insuffisamment détaillée ou incomplète. Votre aide est la bienvenue ! Comment faire ?                                                                                                  | « Ut vitam habeant »                                                                                         |
|        | Silvestrini (Achille)                 | 25 octobre 1923   | Italie                              | 28 juin 1988 (Jean-Paul II)     | Cette section est vide, insuffisamment détaillée ou incomplète. Votre aide est la bienvenue ! Comment faire ?                                                                                                  | « Crux fifelis arbor una nobilis »                                                                           |
|        | Simonis (Adrianus Johannes)           | 26 novembre 1931  | Pays-Bas                            | 25 mai 1985 (Jean-Paul II)      | Cette section est vide, insuffisamment détaillée ou incomplète. Votre aide est la bienvenue ! Comment faire ?                                                                                                  | « Ut Cognoscant Te » en français : « Qu'ils te connaissent »                                                 |
|        | Sodano (Angelo)                       | 23 novembre 1927  | Italie                              | 28 juin 1991 (Jean-Paul II)     | Parti : 1, d'azur, à la tour haute d'argent, ouverte de sable; 2, de sinople, à trois épis de blés d'or, liés du même.                                                                                         | « Ut Unum Sint » en français : « Qu'ils soient un »                                                          |
|        | Stafford (James Francis Stafford)     | 26 juillet 1932   | États-Unis                          | 21 février 1998 (Jean-Paul II)  | Cette section est vide, insuffisamment détaillée ou incomplète. Votre aide est la bienvenue ! Comment faire ?                                                                                                  | « In principium erat verbum » en français : « Au commencement était le Verbe »                               |
|        | Tomko (Jozef)                         | 11 mars 1924      | Slovaquie                           | 25 mai 1985 (Jean-Paul II)      | Cette section est vide, insuffisamment détaillée ou incomplète. Votre aide est la bienvenue ! Comment faire ?                                                                                                  | « Ut Ecclesia aedificetur »                                                                                  |
|        | Vela Chiriboga (Raúl Eduardo)         | 1er janvier 1934  | Équateur                            | 20 novembre 2010 (Benoît XVI)   | Cette section est vide, insuffisamment détaillée ou incomplète. Votre aide est la bienvenue ! Comment faire ?                                                                                                  | |
|        | Vidal (Ricardo Jamin)                 | 6 février 1931    | Philippines                         | 25 mai 1985 (Jean-Paul II)      | Cette section est vide, insuffisamment détaillée ou incomplète. Votre aide est la bienvenue ! Comment faire ?                                                                                                  | « Viam veritatis elegi »                                                                                     |
|        | Villalba, (Luis Héctor)               | 11 octobre 1934   | Argentine                           | 14 février 2015 (François)      | Cette section est vide, insuffisamment détaillée ou incomplète. Votre aide est la bienvenue ! Comment faire ?                                                                                                  | |
|        | Wamala (Emmanuel)                     | 15 décembre 1926  | Ouganda                             | 26 novembre 1994 (Jean-Paul II) | Cette section est vide, insuffisamment détaillée ou incomplète. Votre aide est la bienvenue ! Comment faire ?                                                                                                  | « In te Domine speravi »                                                                                     |
|        | Wetter (Friedrich)                    | 20 février 1928   | Allemagne                           | 25 mai 1985 (Jean-Paul II)      | Cette section est vide, insuffisamment détaillée ou incomplète. Votre aide est la bienvenue ! Comment faire ?                                                                                                  | « Pax Vobis » en français : « La Paix soit avec vous »                                                       |
|        | Williams (Thomas Stafford)            | 20 mars 1930      | Nouvelle-Zélande                    | 2 février 1983 (Jean-Paul II)   | Cette section est vide, insuffisamment détaillée ou incomplète. Votre aide est la bienvenue ! Comment faire ?                                                                                                  | « Unity is Christ » en français : « L'unité c'est le Christ »                                                |
|        | Wiyghan Tumi (Christian)              | 15 octobre 1930   | Cameroun                            | 28 juin 1988 (Jean-Paul II)     | Cette section est vide, insuffisamment détaillée ou incomplète. Votre aide est la bienvenue ! Comment faire ?                                                                                                  | « Me voici je viens faire ta volonté »                                                                       |
|        | Zen (Joseph)                          | 13 janvier 1932   | Chine                               | 24 mars 2006 (Benoît XVI)       | Cette section est vide, insuffisamment détaillée ou incomplète. Votre aide est la bienvenue ! Comment faire ?                                                                                                  | « Ipsi Cura Est »                                                                                            |

### Cardinaux actuellement électeur duCollège cardinalice
| Figure | Cardinal                           | Date de naissance  | Lieu de naissance (ou du ministère) | Date de création (par le pape)  | Blasonnement | Devise                                                                                                   |
| ------ | ---------------------------------- | ------------------ | ----------------------------------- | ------------------------------- | --- | --- |
|        |                                    |                    |                                     |                                 | | |
|        | Abril y Castelló (Santos)          | 21 septembre 1935  | Espagne                             | 18 février 2012 (Benoît XVI)    | Cette section est vide, insuffisamment détaillée ou incomplète. Votre aide est la bienvenue ! Comment faire ?                                                   | « Pro ecclesia cum petro »                                                                               |
|        | Amato (Angelo)                     | 8 juin 1938        | Italie                              | 20 novembre 2010 (Benoît XVI)   | Cette section est vide, insuffisamment détaillée ou incomplète. Votre aide est la bienvenue ! Comment faire ?                                                   | « Sufficit Gratia Mea »                                                                                  |
|        | Amigo Vallejo (Carlos)             | 23 août 1934       | Espagne                             | 21 octobre 2003 (Jean-Paul II)  | Cette section est vide, insuffisamment détaillée ou incomplète. Votre aide est la bienvenue ! Comment faire ?                                                   | « Gratia et Pax »                                                                                        |
|        | Antonelli (Ennio)                  | 18 novembre 1936   | Italie                              | 21 octobre 2003 (Jean-Paul II)  | Cette section est vide, insuffisamment détaillée ou incomplète. Votre aide est la bienvenue ! Comment faire ?                                                   | « Voluntas Dei Pax Nostra »                                                                              |
|        | Bagnasco (Angelo)                  | 14 janvier 1943    | Italie                              | 24 novembre 2007 (Benoît XVI)   | Cette section est vide, insuffisamment détaillée ou incomplète. Votre aide est la bienvenue ! Comment faire ?                                                   | « Christus Spes Mea »                                                                                    |
|        | Baldisseri (Lorenzo)               | 29 septembre 1940  | Italie                              | 22 février 2014 (François)      | Cette section est vide, insuffisamment détaillée ou incomplète. Votre aide est la bienvenue ! Comment faire ?                                                   | « Itinere laete servire Domino »                                                                         |
|        | Barbarin (Philippe)                | 17 octobre 1950    | France                              | 21 octobre 2003 (Jean-Paul II)  | Cette section est vide, insuffisamment détaillée ou incomplète. Votre aide est la bienvenue ! Comment faire ?                                                   | « Qu'ils soient un »                                                                                     |
|        | (Bassetti) Gualtiero               | 7 avril 1942       | Italie                              | 22 février 2014 (François)      | Cette section est vide, insuffisamment détaillée ou incomplète. Votre aide est la bienvenue ! Comment faire ?                                                   | « In caritate fundati »                                                                                  |
|        | Bertello (Giuseppe)                | 1er octobre 1942   | Italie                              | 18 février 2012 (Benoît XVI)    | Cette section est vide, insuffisamment détaillée ou incomplète. Votre aide est la bienvenue ! Comment faire ?                                                   | « Narrabo Nomen Tuum »                                                                                   |
|        | Bertone (Tarcisio)                 | 2 décembre 1934    | Italie                              | 21 octobre 2003 (Jean-Paul II)  | Cette section est vide, insuffisamment détaillée ou incomplète. Votre aide est la bienvenue ! Comment faire ?                                                   | « Fidem Custodire Concordiam Servare »                                                                   |
|        | Betori (Giuseppe)                  | 25 février 1947    | Italie                              | 18 février 2012 (Benoît XVI)    | Cette section est vide, insuffisamment détaillée ou incomplète. Votre aide est la bienvenue ! Comment faire ?                                                   | « Deo et Verbo Gratiae » en français : « Dieu et la parole de Sa grâce »                                 |
|        | Bozanić (Josip)                    | 20 mars 1949       | Croatie                             | 21 octobre 2003 (Jean-Paul II)  | Cette section est vide, insuffisamment détaillée ou incomplète. Votre aide est la bienvenue ! Comment faire ?                                                   | « Da Zivot Imaju » en français : « Pour avoir la vie »                                                   |
|        | Brady (Sean Baptist)               | 16 août 1939       | Irlande                             | 24 novembre 2007 (Benoît XVI)   | Cette section est vide, insuffisamment détaillée ou incomplète. Votre aide est la bienvenue ! Comment faire ?                                                   | « Jesum Christum Cognoscere » en français : « Connaître Jésus Christ »                                   |
|        | Braz de Aviz (João)                | 24 novembre 1947   | Brésil                              | 18 février 2012 (Benoît XVI)    | Cette section est vide, insuffisamment détaillée ou incomplète. Votre aide est la bienvenue ! Comment faire ?                                                   | « Todos sejam um » en français : « Que tous soient un »                                                  |
|        | (Brenes Solórzano) Leopoldo José   | 7 mars 1949        | Nicaragua                           | 22 février 2014 (François)      | Cette section est vide, insuffisamment détaillée ou incomplète. Votre aide est la bienvenue ! Comment faire ?                                                   | « Tu me has enviado »                                                                                    |
|        | Burke (Raymond Leo)                | 30 juin 1948       | États-Unis                          | 20 novembre 2010 (Benoît XVI)   | Cette section est vide, insuffisamment détaillée ou incomplète. Votre aide est la bienvenue ! Comment faire ?                                                   | « Secundum cor tuum »                                                                                    |
|        | Caffarra (Carlo)                   | 1er juin 1938      | Italie                              | 24 mars 2006 (Benoît XVI)       | Cette section est vide, insuffisamment détaillée ou incomplète. Votre aide est la bienvenue ! Comment faire ?                                                   | « Sola Misericordia Tua »                                                                                |
|        | Calcagno (Domenico)                | 3 février 1943     | Italie                              | 18 février 2012 (Benoît XVI)    | Cette section est vide, insuffisamment détaillée ou incomplète. Votre aide est la bienvenue ! Comment faire ?                                                   | |
|        | Cañizares Llovera (Antonio)        | 15 octobre 1945    | Espagne                             | 24 mars 2006 (Benoît XVI)       | Cette section est vide, insuffisamment détaillée ou incomplète. Votre aide est la bienvenue ! Comment faire ?                                                   | |
|        | Cipriani Thorne (Juan Luis)        | 28 décembre 1943   | Pérou                               | 21 février 2001 (Jean-Paul II)  | Cette section est vide, insuffisamment détaillée ou incomplète. Votre aide est la bienvenue ! Comment faire ?                                                   | « Consummati in unum »                                                                                   |
|        | Coccopalmerio (Francesco)          | 6 mars 1938        | Italie                              | 18 février 2012 (Benoît XVI)    | Cette section est vide, insuffisamment détaillée ou incomplète. Votre aide est la bienvenue ! Comment faire ?                                                   | « Justus ut palma florebit » en français : « Le juste comme le palmier fleurira »                        |
|        | Collins (Thomas Christopher)       | 16 janvier 1947    | Canada                              | 18 février 2012 (Benoît XVI)    | Cette section est vide, insuffisamment détaillée ou incomplète. Votre aide est la bienvenue ! Comment faire ?                                                   | « Deum Adora » en français : « Adore Dieu »                                                              |
|        | Comastri (Angelo)                  | 17 septembre 1943  | Italie                              | 24 novembre 2007 (Benoît XVI)   | Cette section est vide, insuffisamment détaillée ou incomplète. Votre aide est la bienvenue ! Comment faire ?                                                   | « Deus Caritas Est »                                                                                     |
|        | Cordes (Paul Josef)                | 5 septembre 1934   | Allemagne                           | 24 novembre 2007 (Benoît XVI)   | Cette section est vide, insuffisamment détaillée ou incomplète. Votre aide est la bienvenue ! Comment faire ?                                                   | « Deus fidelis » en français : « Dieu fidèle »                                                           |
|        | Darmaatmadja (Julius Riyadi)       | 20 décembre 1934   | Indonésie                           | 21 novembre 1994 (Jean-Paul II) | Cette section est vide, insuffisamment détaillée ou incomplète. Votre aide est la bienvenue ! Comment faire ?                                                   | « In nomine Jesu »                                                                                       |
|        | Dias (Ivan)                        | 14 avril 1936      | Inde                                | 21 février 2001 (Jean-Paul II)  | Cette section est vide, insuffisamment détaillée ou incomplète. Votre aide est la bienvenue ! Comment faire ?                                                   | « Servus » en français : « Serviteur »                                                                   |
|        | DiNardo (Daniel)                   | 23 mai 1949        | États-Unis                          | 24 novembre 2007 (Benoît XVI)   | Cette section est vide, insuffisamment détaillée ou incomplète. Votre aide est la bienvenue ! Comment faire ?                                                   | « Ave crux spes unica »                                                                                  |
|        | Dolan (Timothy)                    | 6 février 1950     | États-Unis                          | 18 février 2012 (Benoît XVI)    | Cette section est vide, insuffisamment détaillée ou incomplète. Votre aide est la bienvenue ! Comment faire ?                                                   | « Ad quem ibimus » en français : « À qui irions-nous? »                                                  |
|        | Duka (Dominik)                     | 26 avril 1943      | République tchèque                  | 18 février 2012 (Benoît XVI)    | Cette section est vide, insuffisamment détaillée ou incomplète. Votre aide est la bienvenue ! Comment faire ?                                                   | « In spiritu veritatis »                                                                                 |
|        | Dziwisz (Stanisław)                | 27 avril 1939      | Pologne                             | 24 mars 2006 (Benoît XVI)       | Cette section est vide, insuffisamment détaillée ou incomplète. Votre aide est la bienvenue ! Comment faire ?                                                   | « Sursum corda » en français : « Élevez vos cœurs »                                                      |
|        | Eijk (Willem Jacobus dit Wim Eijk) | 22 juin 1953       | Pays-Bas                            | 18 février 2012 (Benoît XVI)    | Cette section est vide, insuffisamment détaillée ou incomplète. Votre aide est la bienvenue ! Comment faire ?                                                   | « Noli recusare laborem »                                                                                |
|        | Erdő (Péter)                       | 25 juin 1952       | Hongrie                             | 21 octobre 2003 (Jean-Paul II)  | Cette section est vide, insuffisamment détaillée ou incomplète. Votre aide est la bienvenue ! Comment faire ?                                                   | « Initio non erat nisi gratia »                                                                          |
|        | Errázuriz Ossa (Francisco Javier)  | 5 septembre 1933   | Chili                               | 6 janvier 1991 (Jean-Paul II)   | Cette section est vide, insuffisamment détaillée ou incomplète. Votre aide est la bienvenue ! Comment faire ?                                                   | « Ut Vitam Habeant »                                                                                     |
|        | Ezzati Andrello (Ricardo)          | 7 janvier 1942     | Chili                               | 22 février 2014 (François)      | Cette section est vide, insuffisamment détaillée ou incomplète. Votre aide est la bienvenue ! Comment faire ?                                                   | « Para evangelizar »                                                                                     |
|        | Filoni (Fernando)                  | 15 avril 1946      | Italie                              | 18 février 2012 (Benoît XVI)    | Cette section est vide, insuffisamment détaillée ou incomplète. Votre aide est la bienvenue ! Comment faire ?                                                   | « Lumen gentium Christus » en français : « Christ, lumière des nations »                                 |
|        | Gracias (Oswald)                   | 24 décembre 1944   | Inde                                | 24 novembre 2007 (Benoît XVI)   | Cette section est vide, insuffisamment détaillée ou incomplète. Votre aide est la bienvenue ! Comment faire ?                                                   | « Tout réconcilier en Christ »                                                                           |
|        | Grocholewski (Zenon)               | 11 octobre 1939    | Pologne                             | 21 février 2001 (Jean-Paul II)  | Cette section est vide, insuffisamment détaillée ou incomplète. Votre aide est la bienvenue ! Comment faire ?                                                   | « Illum oportet crecere » en français : « Il faut qu'il croisse »                                        |
|        | Harvey (James Michael)             | 20 octobre 1949    | États-Unis                          | 24 novembre 2012 (Benoît XVI)   | Cette section est vide, insuffisamment détaillée ou incomplète. Votre aide est la bienvenue ! Comment faire ?                                                   | « Zelus Domus tuae »                                                                                     |
|        | Hummes (Claudio)                   | 8 août 1934        | Brésil                              | 21 février 2001 (Jean-Paul II)  | Cette section est vide, insuffisamment détaillée ou incomplète. Votre aide est la bienvenue ! Comment faire ?                                                   | « Vos Sois Todos Irmaos » en français : « Vous êtes tous frères »                                        |
|        | Koch (Kurt)                        | 15 mars 1950       | Suisse                              | 20 novembre 2010 (Benoît XVI)   | Cette section est vide, insuffisamment détaillée ou incomplète. Votre aide est la bienvenue ! Comment faire ?                                                   | « Ut sit in omnibus Christus primatum tenens » en français : « Le Christ a en tout la primauté »         |
|        | Lacroix (Gérald Cyprien)           | 27 juillet 1957    | Canada                              | 22 février 2014 (François)      | Cette section est vide, insuffisamment détaillée ou incomplète. Votre aide est la bienvenue ! Comment faire ?                                                   | « Mane nobiscum domine »                                                                                 |
|        | Lajolo (Giovanni)                  | 3 janvier 1935     | Italie                              | 24 novembre 2007 (Benoît XVI)   | Cette section est vide, insuffisamment détaillée ou incomplète. Votre aide est la bienvenue ! Comment faire ?                                                   | « Deus Dominus et Illuxit Nobis » en français : « L'Éternel est Dieu et il nous éclaire »                |
|        | Lehmann (Karl)                     | 16 mai 1936        | Allemagne                           | 21 février 2001 (Jean-Paul II)  | Cette section est vide, insuffisamment détaillée ou incomplète. Votre aide est la bienvenue ! Comment faire ?                                                   | « State in Fide » en français : « Ferme dans la foi »                                                    |
|        | Levada (William Joseph)            | 15 juin 1936       | États-Unis                          | 26 mars 2006 (Benoît XVI)       | Cette section est vide, insuffisamment détaillée ou incomplète. Votre aide est la bienvenue ! Comment faire ?                                                   | « Fratres In Unum »                                                                                      |
|        | López Rodríguez (Nicolás de Jesús) | 31 octobre 1936    | République dominicaine              | 28 juin 1991 (Jean-Paul II)     | Cette section est vide, insuffisamment détaillée ou incomplète. Votre aide est la bienvenue ! Comment faire ?                                                   | « Fortes in fide » en français : « Fermes dans la foi »                                                  |
|        | Mahony (Roger Michael)             | 27 février 1936    | États-Unis                          | 28 juin 1991 (Jean-Paul II)     | Cette section est vide, insuffisamment détaillée ou incomplète. Votre aide est la bienvenue ! Comment faire ?                                                   | « o reconcile God's people » en français : « Pour réconcilier le peuple de Dieu »                        |
|        | Marx (Reinhard)                    | 21 septembre 1953  | Allemagne                           | 20 novembre 2010 (Benoît XVI)   | Cette section est vide, insuffisamment détaillée ou incomplète. Votre aide est la bienvenue ! Comment faire ?                                                   | « Ubi spiritus Domini ibi libertas » en français : « Là où est l'Esprit du Seigneur, là est la liberté » |
|        | Monsengwo Pasinya (Laurent)        | 7 octobre 1939     | République démocratique du Congo    | 20 novembre 2010 (Benoît XVI)   | Cette section est vide, insuffisamment détaillée ou incomplète. Votre aide est la bienvenue ! Comment faire ?                                                   | « In fide veritatis »                                                                                    |
|        | Monteiro de Castro (Manuel)        | 29 mars 1938       | Portugal                            | 18 février 2012 (Benoît XVI)    | Cette section est vide, insuffisamment détaillée ou incomplète. Votre aide est la bienvenue ! Comment faire ?                                                   | « Mane nobiscum domine »                                                                                 |
|        | Monterisi (Francesco)              | 28 mai 1934        | Italie                              | 20 novembre 2010 (Benoît XVI)   | Cette section est vide, insuffisamment détaillée ou incomplète. Votre aide est la bienvenue ! Comment faire ?                                                   | « Fortitudo mea Dominus » en français : « Le Seigneur est ma force »                                     |
|        | Müller (Gerhard Ludwig)            | 31 décembre 1947   | Allemagne                           | 22 février 2014 (François)      | Cette section est vide, insuffisamment détaillée ou incomplète. Votre aide est la bienvenue ! Comment faire ?                                                   | « Dominus Iesus »                                                                                        |
|        | Napier (Wilfrid Fox)               | 8 mars 1941        | Afrique du Sud                      | 21 février 2001 (Jean-Paul II)  | Cette section est vide, insuffisamment détaillée ou incomplète. Votre aide est la bienvenue ! Comment faire ?                                                   | « Pax et bonum »                                                                                         |
|        | Nichols (Vincent Gerard)           | 8 novembre 1945    | Royaume-Uni                         | 22 février 2014 (François)      | Cette section est vide, insuffisamment détaillée ou incomplète. Votre aide est la bienvenue ! Comment faire ?                                                   | « Fortis est ut Mors Dilectio »                                                                          |
|        | Njue (John)                        | 1944               | Kenya                               | 27 novembre 2007 (Benoît XVI)   | Cette section est vide, insuffisamment détaillée ou incomplète. Votre aide est la bienvenue ! Comment faire ?                                                   | « In veritate testimonium, in caritate servitium »                                                       |
|        | Nycz (Kazimierz)                   | 1er février 1950   | Pologne                             | 20 novembre 2010 (Benoît XVI)   | Cette section est vide, insuffisamment détaillée ou incomplète. Votre aide est la bienvenue ! Comment faire ?                                                   | « Ex hominibus pro hominibus »                                                                           |
|        | O'Brien (Keith)                    | 17 mars 1938       | Royaume-Uni                         | 21 octobre 2003 (Jean-Paul II)  | Cette section est vide, insuffisamment détaillée ou incomplète. Votre aide est la bienvenue ! Comment faire ?                                                   | « Serve the Lord with Gladness » en français : « Servez le Seigneur dans la joie »                       |
|        | O'Malley (Sean Patrick)            | 29 juin 1944       | États-Unis                          | 24 mars 2006 (Benoît XVI)       | Cette section est vide, insuffisamment détaillée ou incomplète. Votre aide est la bienvenue ! Comment faire ?                                                   | « Quodcumque Dixerit Facite » en français : « Faites tout ce qu'Il dira »                                |
|        | Olubunmi Okogie (Anthony)          | 16 juin 1936       | Nigeria                             | 21 octobre 2003 (Jean-Paul II)  | Cette section est vide, insuffisamment détaillée ou incomplète. Votre aide est la bienvenue ! Comment faire ?                                                   | |
|        | Onaiyekan (John)                   | 29 janvier 1944    | Nigeria                             | 24 novembre 2012 (Benoît XVI)   | Cette section est vide, insuffisamment détaillée ou incomplète. Votre aide est la bienvenue ! Comment faire ?                                                   | |
|        | Ortega y Alamino (Jaime Lucas)     | 18 octobre 1936    | Cuba                                | 26 novembre 1994 (Jean-Paul II) | Cette section est vide, insuffisamment détaillée ou incomplète. Votre aide est la bienvenue ! Comment faire ?                                                   | « Sufficit Tibi Gratia Mea » en français : « Ma grâce te suffit »                                        |
|        | Ouédraogo (Philippe)               | 31 décembre 1945   | Burkina Faso                        | 22 février 2014 (François)      | Cette section est vide, insuffisamment détaillée ou incomplète. Votre aide est la bienvenue ! Comment faire ?                                                   | « In vinculo Caritatis, annuntiemus Iesum Christum »                                                     |
|        | Ouellet (Marc)                     | 8 juin 1944        | Canada                              | 21 octobre 2003 (Jean-Paul II)  | D’azur à la croix ancrée d’or sur une montagne de trois coupeaux d’argent accostées d’une fleur de lys d’or à dextre et d’une fleur de lys d’argent à senestre. | « Ut unum sint » en français : « Qu’ils soient un »                                                      |
|        | Paolis (Velasio de)                | 19 septembre 1935  | Italie                              | 20 novembre 2010 (Benoît XVI)   | Cette section est vide, insuffisamment détaillée ou incomplète. Votre aide est la bienvenue ! Comment faire ?                                                   | « Justitia in caritate »                                                                                 |
|        | Parolin (Pietro)                   | 17 janvier 1955    | Italie                              | 22 février 2014 (François)      | Cette section est vide, insuffisamment détaillée ou incomplète. Votre aide est la bienvenue ! Comment faire ?                                                   | « Quis nos separabit a caritate Christi? »                                                               |
|        | Pell (George)                      | 8 juin 1941        | Australie                           | 21 octobre 2003 (Jean-Paul II)  | Cette section est vide, insuffisamment détaillée ou incomplète. Votre aide est la bienvenue ! Comment faire ?                                                   | « Nolite timere » en français : « N'ayez pas peur »                                                      |
|        | Pengo (Polycarp)                   | 5 août 1944        | Tanzanie                            | 21 février 1998 (Jean-Paul II)  | Cette section est vide, insuffisamment détaillée ou incomplète. Votre aide est la bienvenue ! Comment faire ?                                                   | « Ecce Ego Domine »                                                                                      |
|        | Piacenza (Mauro)                   | 15 septembre 1944  | Italie                              | 20 novembre 2010 (Benoît XVI)   | Cette section est vide, insuffisamment détaillée ou incomplète. Votre aide est la bienvenue ! Comment faire ?                                                   | « Una quies in veritate »                                                                                |
|        | Puljić (Vinko)                     | 8 septembre 1945   | Bosnie-Herzégovine                  | 26 novembre 1994 (Jean-Paul II) | Cette section est vide, insuffisamment détaillée ou incomplète. Votre aide est la bienvenue ! Comment faire ?                                                   | |
|        | Rahi (Bechara Boutros)             | 25 février 1940    | Liban                               | 24 novembre 2012 (Benoît XVI)   | Cette section est vide, insuffisamment détaillée ou incomplète. Votre aide est la bienvenue ! Comment faire ?                                                   | |
|        | Ranjith (Albert Malcolm)           | 15 novembre 1947   | Sri Lanka                           | 20 novembre 2010 (Benoît XVI)   | Cette section est vide, insuffisamment détaillée ou incomplète. Votre aide est la bienvenue ! Comment faire ?                                                   | « Verbum caro factum est » en français : « Le verbe s'est fait chair »                                   |
|        | Ravasi (Gianfranco)                | 18 octobre 1942    | Italie                              | 20 novembre 2010 (Benoît XVI)   | Cette section est vide, insuffisamment détaillée ou incomplète. Votre aide est la bienvenue ! Comment faire ?                                                   | « Prædica verbum » en français : « Proclame la parole »                                                  |
|        | Ricard (Jean-Pierre)               | 26 septembre 1944  | France                              | 24 mars 2006 (Benoît XVI)       | Cette section est vide, insuffisamment détaillée ou incomplète. Votre aide est la bienvenue ! Comment faire ?                                                   | « Propter evangelium » en français : « À cause de l'Évangile »                                           |
|        | Rigali (Justin Francis)            | 19 avril 1935      | États-Unis                          | 21 octobre 2003 (Jean-Paul II)  | Cette section est vide, insuffisamment détaillée ou incomplète. Votre aide est la bienvenue ! Comment faire ?                                                   | « Verbum Caro Factum Est » en français : « Et le Verbe s'est fait chair »                                |
|        | Rivera Carrera (Norberto)          | 6 juin 1942        | Mexique                             | 21 février 1998 (Jean-Paul II)  | Cette section est vide, insuffisamment détaillée ou incomplète. Votre aide est la bienvenue ! Comment faire ?                                                   | « Lumen gentium »                                                                                        |
|        | Robles Ortega (Francisco)          | 2 mars 1949        | Mexique                             | 24 novembre 2007 (Benoît XVI)   | Cette section est vide, insuffisamment détaillée ou incomplète. Votre aide est la bienvenue ! Comment faire ?                                                   | |
|        | Rodé (Franc)                       | 23 septembre 1934  | Slovénie                            | 24 mars 2006 (Benoît XVI)       | Cette section est vide, insuffisamment détaillée ou incomplète. Votre aide est la bienvenue ! Comment faire ?                                                   | « Stati Inu Obstati » en français : « Tenir et se tenir »                                                |
|        | Rodríguez Maradiaga (Óscar Andrés) | 29 décembre 1942   | Honduras                            | 21 février 2001 (Jean-Paul II)  | Cette section est vide, insuffisamment détaillée ou incomplète. Votre aide est la bienvenue ! Comment faire ?                                                   | « Mihi Vivere Christus Est » en français : « Christ est ma vie »                                         |
|        | Romeo (Paolo)                      | 20 février 1938    | Italie                              | 20 novembre 2010 (Benoît XVI)   | Cette section est vide, insuffisamment détaillée ou incomplète. Votre aide est la bienvenue ! Comment faire ?                                                   | « caritas omnia sustinet » en français : « La charité supporte tout »                                    |
|        | Rouco Varela (Antonio María)       | 24 août 1936       | Espagne                             | 21 février 1998 (Jean-Paul II)  | Cette section est vide, insuffisamment détaillée ou incomplète. Votre aide est la bienvenue ! Comment faire ?                                                   | « In Ecclesiae communione »                                                                              |
|        | Ryłko (Stanisław)                  | 4 juillet 1945     | Pologne                             | 24 novembre 2007 (Benoît XVI)   | Cette section est vide, insuffisamment détaillée ou incomplète. Votre aide est la bienvenue ! Comment faire ?                                                   | « Lux Mea Christus »                                                                                     |
|        | Salazar Gómez (Rubén)              | 22 septembre 1942  | Colombie                            | 24 novembre 2012 (Benoît XVI)   | Cette section est vide, insuffisamment détaillée ou incomplète. Votre aide est la bienvenue ! Comment faire ?                                                   | « unc oixi ecce venio » en français : « Me voici, je viens pour faire Ta volonté »                       |
|        | Sandri (Leonardo)                  | 18 novembre 1943   | Argentine                           | 24 novembre 2007 (Benoît XVI)   | Cette section est vide, insuffisamment détaillée ou incomplète. Votre aide est la bienvenue ! Comment faire ?                                                   | « lle fidelis » en français : « Il demeure fidèle »                                                      |
|        | Sarah (Robert)                     | 15 juin 1945       | Guinée                              | 20 novembre 2010 (Benoît XVI)   | Cette section est vide, insuffisamment détaillée ou incomplète. Votre aide est la bienvenue ! Comment faire ?                                                   | « Sufficit tibi gracia mea » en français : « Ma grâce te suffit »                                        |
|        | Sardi (Paolo)                      | 1er septembre 1934 | Italie                              | 20 novembre 2010 (Benoît XVI)   | Cette section est vide, insuffisamment détaillée ou incomplète. Votre aide est la bienvenue ! Comment faire ?                                                   | « Esto Vigilans »                                                                                        |
|        | Scherer (Odilo Pedro)              | 21 septembre 1949  | Brésil                              | 24 novembre 2007 (Benoît XVI)   | Cette section est vide, insuffisamment détaillée ou incomplète. Votre aide est la bienvenue ! Comment faire ?                                                   | « In meam commemorationem » en français : « En mémoire de moi »                                          |
|        | Schönborn (Christoph)              | 22 janvier 1945    | Autriche                            | 21 février 1998 (Jean-Paul II)  | Cette section est vide, insuffisamment détaillée ou incomplète. Votre aide est la bienvenue ! Comment faire ?                                                   | « Vos Autem Dixi Amicos »                                                                                |
|        | Scola (Angelo)                     | 7 novembre 1941    | Italie                              | 21 octobre 2003 (Jean-Paul II)  | Cette section est vide, insuffisamment détaillée ou incomplète. Votre aide est la bienvenue ! Comment faire ?                                                   | « Sufficit Gratia Tua »                                                                                  |
|        | Sepe (Crescenzio)                  | 2 juin 1943        | Italie                              | 21 février 2001 (Jean-Paul II)  | Cette section est vide, insuffisamment détaillée ou incomplète. Votre aide est la bienvenue ! Comment faire ?                                                   | « In Nomine Domini »                                                                                     |
|        | Sistach (Lluís Martínez)           | 29 avril 1937      | Espagne                             | 24 novembre 2007 (Benoît XVI)   | Cette section est vide, insuffisamment détaillée ou incomplète. Votre aide est la bienvenue ! Comment faire ?                                                   | « Charitas Christi Urget Nos » en français : « L'amour du Christ nous presse »                           |
|        | Tagle (Luis Antonio)               | 21 juin 1957       | Philippines                         | 24 novembre 2012 (Benoît XVI)   | Cette section est vide, insuffisamment détaillée ou incomplète. Votre aide est la bienvenue ! Comment faire ?                                                   | « Dominus est » en français : « C'est le Seigneur »                                                      |
|        | Tauran (Jean-Louis)                | 5 avril 1943       | France                              | 21 octobre 2003 (Jean-Paul II)  | Cette section est vide, insuffisamment détaillée ou incomplète. Votre aide est la bienvenue ! Comment faire ?                                                   | « Veritate et Caritate »                                                                                 |
|        | Tempesta (Orani João)              | 23 juin 1950       | Brésil                              | 22 février 2014 (François)      | Cette section est vide, insuffisamment détaillée ou incomplète. Votre aide est la bienvenue ! Comment faire ?                                                   | « Ut omnes unum sint »                                                                                   |
|        | Sandoval (Julio Terrazas)          | 7 mars 1936        | Bolivie                             | 21 février 2001 (Jean-Paul II)  | Cette section est vide, insuffisamment détaillée ou incomplète. Votre aide est la bienvenue ! Comment faire ?                                                   | « Minister omnium »                                                                                      |
|        | Tettamanzi (Dionigi)               | 14 mars 1934       | Italie                              | 21 février 1998 (Jean-Paul II)  | Cette section est vide, insuffisamment détaillée ou incomplète. Votre aide est la bienvenue ! Comment faire ?                                                   | « Gaudium et Pax » en français : « Joie et Paix »                                                        |
|        | Tong Hon (Jhon)                    | 31 juillet 1939    | Hong Kong                           | 18 février 2012 (Benoît XVI)    | Cette section est vide, insuffisamment détaillée ou incomplète. Votre aide est la bienvenue ! Comment faire ?                                                   | « Dominus pastor meus » en français : « Le Seigneur est mon berger »                                     |
|        | Toppo (Telesphore Placidus)        | 15 octobre 1939    | Inde                                | 21 octobre 2003 (Jean-Paul II)  | Cette section est vide, insuffisamment détaillée ou incomplète. Votre aide est la bienvenue ! Comment faire ?                                                   | « Parare viam domini »                                                                                   |
|        | Turcotte (Jean-Claude)             | 26 juin 1936       | Canada                              | 26 novembre 1994 (Jean-Paul II) | Cette section est vide, insuffisamment détaillée ou incomplète. Votre aide est la bienvenue ! Comment faire ?                                                   | « Servir le Seigneur dans la Joie »                                                                      |
|        | Turkson (Peter Kodwo Appiah)       | 11 octobre 1948    | Ghana                               | 21 octobre 2003 (Jean-Paul II)  | Cette section est vide, insuffisamment détaillée ou incomplète. Votre aide est la bienvenue ! Comment faire ?                                                   | « Vivere Christus est » en français : « Ministre du Christ »                                             |
|        | Urosa Savino (Jorge Liberato)      | 28 août 1942       | Venezuela                           | 24 mars 2006 (Benoît XVI)       | Cette section est vide, insuffisamment détaillée ou incomplète. Votre aide est la bienvenue ! Comment faire ?                                                   | « Pro Mundi Vita »                                                                                       |
|        | Vallini (Agostino)                 | 17 avril 1940      | Italie                              | 24 mars 2006 (Benoît XVI)       | Cette section est vide, insuffisamment détaillée ou incomplète. Votre aide est la bienvenue ! Comment faire ?                                                   | « Sequere me » en français : « Suis moi »                                                                |
|        | Vegliò (Antonio Maria)             | 3 février 1938     | Italie                              | 18 février 2012 (Benoît XVI)    | Cette section est vide, insuffisamment détaillée ou incomplète. Votre aide est la bienvenue ! Comment faire ?                                                   | « Adiuva me Domine »                                                                                     |
|        | Versaldi (Giuseppe)                | 30 juillet 1943    | Italie                              | 18 février 2012 (Benoît XVI)    | Cette section est vide, insuffisamment détaillée ou incomplète. Votre aide est la bienvenue ! Comment faire ?                                                   | « Christi Minister » en français : « Ministre du Christ »                                                |
|        | Vingt-Trois (André)                | 7 novembre 1942    | France                              | 24 novembre 2007 (Benoît XVI)   | Cette section est vide, insuffisamment détaillée ou incomplète. Votre aide est la bienvenue ! Comment faire ?                                                   | « Dieu a tant aimé le monde »                                                                            |
|        | Woelki (Rainer)                    | 16 août 1956       | Allemagne                           | 18 février 2012 (Benoît XVI)    | Cette section est vide, insuffisamment détaillée ou incomplète. Votre aide est la bienvenue ! Comment faire ?                                                   | « Nos sumus testes » en français : « Nous sommes témoins »                                               |
|        | Wuerl (Donald)                     | 12 novembre 1940   | États-Unis                          | 20 novembre 2010 (Benoît XVI)   | Cette section est vide, insuffisamment détaillée ou incomplète. Votre aide est la bienvenue ! Comment faire ?                                                   | « Thy kingdom come » en français : « Que ton règne vienne »                                              |
|        | Yeom Soo jung (Andrew)             | 5 décembre 1943    | Corée du Sud                        | 22 février 2014 (François)      | Cette section est vide, insuffisamment détaillée ou incomplète. Votre aide est la bienvenue ! Comment faire ?                                                   | « Amen. Veni, Domine Jesu! »                                                                             |

### Cardinaux grand-maître de l'ordre équestre du Saint-Sépulcre de Jérusalem
| Figure | Cardinal                    | Date de naissance | Date de décès     | Lieu de naissance (ou du ministère) | Date de création (par le pape)  | Blasonnement, Devise et autres ornements extérieurs |
| ------ | --------------------------- | ----------------- | ----------------- | ----------------------------------- | ------------------------------- | --- |
|        | Canali (Nicola)             | 6 juin 1874       | 3 août 1961       | Italie                              | 16 décembre 1935 (Pie XI)       | Grand-Maître de l'Ordre équestre du Saint-Sépulcre de Jérusalem de 1949 à 1960.                                                                                  |
|        | Tisserant (Eugène)          | 24 mars 1884      | 21 février 1972   | France                              | 15 juin 1936 (Pie XI)           | Grand-Maître de l'Ordre équestre du Saint-Sépulcre de Jérusalem de 1960 à 1972.                                                                                  |
|        | Furstenberg (Maximilien de) | 23 octobre 1904   | 21 septembre 1988 | Belgique                            | 26 juin 1967 (Paul VI)          | Grand-Maître de l'Ordre équestre du Saint-Sépulcre de Jérusalem de 1972 à 1988.                                                                                  |
|        | Caprio (Giuseppe)           | 15 novembre 1914  | 15 octobre 2005   | Italie                              | 30 juin 1979 (Jean-Paul II)     | Grand-Maître de l'Ordre équestre du Saint-Sépulcre de Jérusalem de 1988 à 1995.                                                                                  |
|        | Furno (Carlo)               | 2 décembre 1921   | 9 décembre 2015   | Italie                              | 26 novembre 1994 (Jean-Paul II) | « Ardere Et Lucere » Grand-Maître de l'Ordre équestre du Saint-Sépulcre de Jérusalem de 1995 à 2007.                                                             |
|        | Foley (John Patrick)        | 11 novembre 1935  | 11 décembre 2011  | États-Unis                          | 24 novembre 2007 (Benoît XVI)   | « Ad majorem Dei gloriam » en français : « Pour la plus grande gloire de Dieu. » Grand-Maître de l'Ordre équestre du Saint-Sépulcre de Jérusalem de 2007 à 2011. |
|        | O'Brien (Edwin)             | 8 avril 1939      |                   | États-Unis                          | 18 février 2012 (Benoît XVI)    | « Pastores Dabo Vobis » en français : « Je vous donnerai des bergers » Grand-Maître de l'Ordre équestre du Saint-Sépulcre de Jérusalem de 2011 à 2019.           |
|        | Filoni (Fernando)           | 15 avril 1946     |                   | Italie                              | 18 février 2016 (Benoît XVI)    | "Lumen Gentium Christus" en français : « Christ, lumière des nations » Grand-Maître de l'Ordre équestre du Saint-Sépulcre de Jérusalem depuis 2019.              |

### Cardinaux camerlingue durant la période deSede vacante
| Conclave | Figure | Cardinal                                                   | Date de naissance | Lieu de naissance (ou du ministère) | Date de création (par le pape)                              | Date de décès    | Pape décédé  | Pape élu             | Durée en jour de Sede Vacante | Devise                                                               |
| -------- | ------ | ---------------------------------------------------------- | ----------------- | ----------------------------------- | ----------------------------------------------------------- | ---------------- | ------------ | -------------------- | ----------------------------- | -------------------------------------------------------------------- |
|          |        |                                                            |                   |                                     |                                                             |                  |              |                      |                               |                                                                      |
| 1958     |        | Aloisi Masella (Benedetto)                                 | 29 juin 1879      | Italie                              | 18 février 1946 (Pie XII)                                   | 30 décembre 1970 | Pie XII      | Jean XXIII           | 19                            |                                                                      |
| 1963     |        | Aloisi Masella (Benedetto)                                 | 29 juin 1879      | Italie                              | 18 février 1946 (Pie XII)                                   | 30 décembre 1970 | Jean XXIII   | Paul VI              | 18                            |                                                                      |
| 2013     |        | Bertone (Tarcisio)                                         | 2 décembre 1934   | Italie                              | 21 octobre 2003 (Jean-Paul II)                              |                  | Benoît XVI   | François             | 13                            | « Fidem Custodire Concordiam Servare »                               |
| 1914     |        | Della Volpe (Francesco Salesio)                            | 24 décembre 1844  | Royaume d'Italie                    | 18 juin 1899(in pectore)15 avril 1901(publique) (Léon XIII) | 5 novembre 1916  | Pie X        | Benoit XV            | 14                            |                                                                      |
| 2025     |        | Farrell (Kevin)                                            | 2 septembre 1947  | Irlande                             | 19 novembre 2016 (François)                                 |                  | François     | Léon XIV             | 17                            | « State in fide » en français : « Ferme dans la foi »                |
| 1922     |        | Gasparri (Pietro)                                          | 5 mai 1852        | États pontificaux                   | 16 décembre 1907 (Pie X)                                    | 18 novembre 1934 | Benoît XV    | Pie XI               | 15                            |                                                                      |
| 2005     |        | Martínez Somalo (Eduardo)                                  | 31 mars 1927      | Espagne                             | 28 juin 1988 (Jean-Paul II)                                 | 10 aout 2021     | Jean-Paul II | Benoît XVI           | 17                            | « Caritas et Veritas » en français : « Charité et vérité »           |
| 1823     |        | Pacca (Bartolomeo)                                         | 23 décembre 1756  | Royaume de Naples                   | 23 février 1801 (Pie VII)                                   | 19 avril 1844    | Pie VII      | Léon XII             | 39                            |                                                                      |
| 1939     |        | Pacelli (Eugenio Maria), élu pape (Pie XII) le 2 mars 1939 | 2 mars 1876       | Italie                              | 16 décembre 1929 (Pie XI)                                   | 8 octobre 1958   | Pie XI       | Pie XII (lui-même)   | 20                            | « Opus Justitiae Pax »                                               |
| 1878     |        | Pecci (Vincenzo)                                           | 2 mars 1810       | Italie( Empire français)            | 19 décembre 1853 (Pie IX)                                   | 20 février 1903  | Pie IX       | Léon XIII (lui-même) | 13                            | « Lumen in caelo »en français : « Une lumière dans le ciel »         |
| 1846     |        | Sforza (Tommaso Riario)                                    | 8 janvier 1782    | Royaume de Naples                   | 10 mars 1823 (Pie VII)                                      | 14 mars 1857     | Grégoire XVI | Pie IX               | 15                            |                                                                      |
| 1978     |        | Villot (Jean-Marie)                                        | 11 octobre 1905   | France                              | 22 février 1965 (Paul VI)                                   | 3 mars 1979      | Paul VI      | Jean-Paul I          | 20                            | « Auxilium a Domino » en français : « Le secours vient du Seigneur » |
| 1978     |        | Villot (Jean-Marie)                                        | 11 octobre 1905   | France                              | 22 février 1965 (Paul VI)                                   | 3 mars 1979      | Jean-Paul I  | Jean-Paul II         | 18                            | « Auxilium a Domino » en français : « Le secours vient du Seigneur » |

### Cardinaux devenuspape
| Figure | Cardinal                                                                                               | Date de naissance | Date de décès     | Lieu de naissance (ou du ministère) | Date de création (par le pape) | Blasonnement, Devise et autres ornements extérieurs |
| ------ | --- | ----------------- | ----------------- | ----------------------------------- | ------------------------------ | --- |
|        | |                   |                   |                                     |                                | |
|        | Bergoglio (Jorge Mario), élu pape (François) le 13 mars 2013                                           | 17 décembre 1936  | 21 avril 2025     | Argentine                           | 21 février 2001 (Jean-Paul II) | D'azur à un soleil non figuré de 32 rais d'or, chargé du monogramme IHS surmonté d'une croix pattée au pied fiché dans la barre horizontale du H, le tout de gueules, soutenu de trois clous de sable appointés en bande, pal et barre, le tout accompagné en pointe d'une étoile d'argent à dextre et d'une fleur de nard de même, versée et posée en bande, à senestre. « Miserando Atque Eligendo » en français : « Par miséricorde et par élection » |
|        | Luciani (Albino) élu pape (Jean-Paul Ier) le 26 août 1978                                              | 17 octobre 1912   | 28 septembre 1978 | Italie                              | 5 mars 1973 (Paul VI)          | D'azur aux trois étoiles mal ordonnées, au chef d'argent au lion d'or léopardé et ailé, tenant un évangile ouvert de même portant le texte "PAX TIBI MARCE EVANGELISTA MEUS" en lettres de sable. « Humilitas » en français : « Humilité » |
|        | Médicis (Alexandre de), élu pape (Léon XI) le 1er avril 1605                                           | 2 juin 1535       | 27 avril 1605     | Duché de Florence                   | 26 mars 1492 (Innocent VIII)   | D'or à six tourteaux mis en orle, cinq de gueules, celui en chef d'azur chargé de trois fleurs de lis d'or. |
|        | Médicis (Jean de), élu pape (Léon X) le 11 mars 1513                                                   | 11 décembre 1475  | 1er décembre 1521 | Duché de Florence                   | 26 mars 1492 (Innocent VIII)   | D'or à six tourteaux mis en orle, cinq de gueules, celui en chef d'azur chargé de trois fleurs de lis d'or. |
|        | Médicis (Jules de), élu pape (Clément VII) le 19 novembre 1523                                         | 26 mai 1478       | 25 septembre 1534 | Duché de Florence                   | 23 septembre 1513 (Léon X)     | D'or à six tourteaux mis en orle, cinq de gueules, celui en chef d'azur chargé de trois fleurs de lis d'or. |
|        | Montini (Giovanni Battista), élu pape (Paul VI) le 21 juin 1963                                        | 26 septembre 1897 | 6 août 1978       | Italie                              | 15 décembre 1958 (Jean XXIII)  | De gueules au mont d'argent à six cimes et aux trois fleurs de lys de même mal ordonnées. « In Nomine Domini » en français : « Au nom du Seigneur » |
|        | Pacelli (Eugenio Maria), élu pape (Pie XII) le 2 mars 1939                                             | 2 mars 1876       | 8 octobre 1958    | Italie                              | 16 décembre 1929 (Pie XI)      | « Opus Justitiae Pax » en français : « Travail, Droiture et Paix » |
|        | Prevost (Robert Francis), élu pape (Léon XIV) le 8 mai 2025                                            | 14 septembre 1955 |                   | États-Unis                          | 30 septembre 2023 (François)   | « In illo uno unum » |
|        | Ratti (Achille), élu pape (Pie XI) le 6 février 1922                                                   | 31 mai 1857       | 10 février 1939   | Italie                              | 15 juin 1921 (Benoît XV)       | D'argent à trois tourteaux de gueules, au chef d'or à l'aigle de sable. « Raptim Transit » |
|        | Ratzinger (Joseph), élu pape (Benoît XVI) le 19 avril 2005, renonce à ses fonctions le 28 février 2013 | 16 avril 1927     |                   | Allemagne                           | 27 juin 1977 (Paul VI)         | Écartelé, au 1 et 4 d'or à la tête de maure au naturel, à la couronne et au collier de gueules, au 2 d'azur à l'ours au naturel, lampassé et chargé d'un bât de gueules croisé de sable et au 3 fascé ondé d'azur et d'argent à la coquille d'or et d'azur. « Cooperatores Veritatis » en français : « Coartisans de vérité » |
|        | Roncalli (Angelo Giuseppe), élu pape (Jean XXIII) le 28 octobre 1958                                   | 25 novembre 1881  | 3 juin 1963       | Italie                              | 12 janvier 1953 (Pie XII)      | De gueules à la fasce d'argent à la tour d'argent maçonnée et ouverte de sable accompagné en chef de deux étoiles de même, au chef d'argent au lion d'or léopardé et ailé, tenant un évangile ouvert de même portant le texte "PAX TIBI MARCE EVANGELISTA MEUS" en lettres de sable. « Oboedientia Et Pax » en français : « (« Obéissance et paix » |
|        | Wojtyła (Karol Józef), élu pape (Jean-Paul II) le 16 octobre 1978                                      | 18 mai 1920       | 2 avril 2005      | Pologne                             | 28 juin 1967 (Paul VI)         | D'azur à la croix de sable décentrée à dextre et accompagnée dans le canton en pointe senestre de la lettre M de sable. Ce sont des Armes à enquerre « Totus Tuus » en français : « Tout à toi » |